# Львівська національна галерея мистецтв імені Бориса Возницького

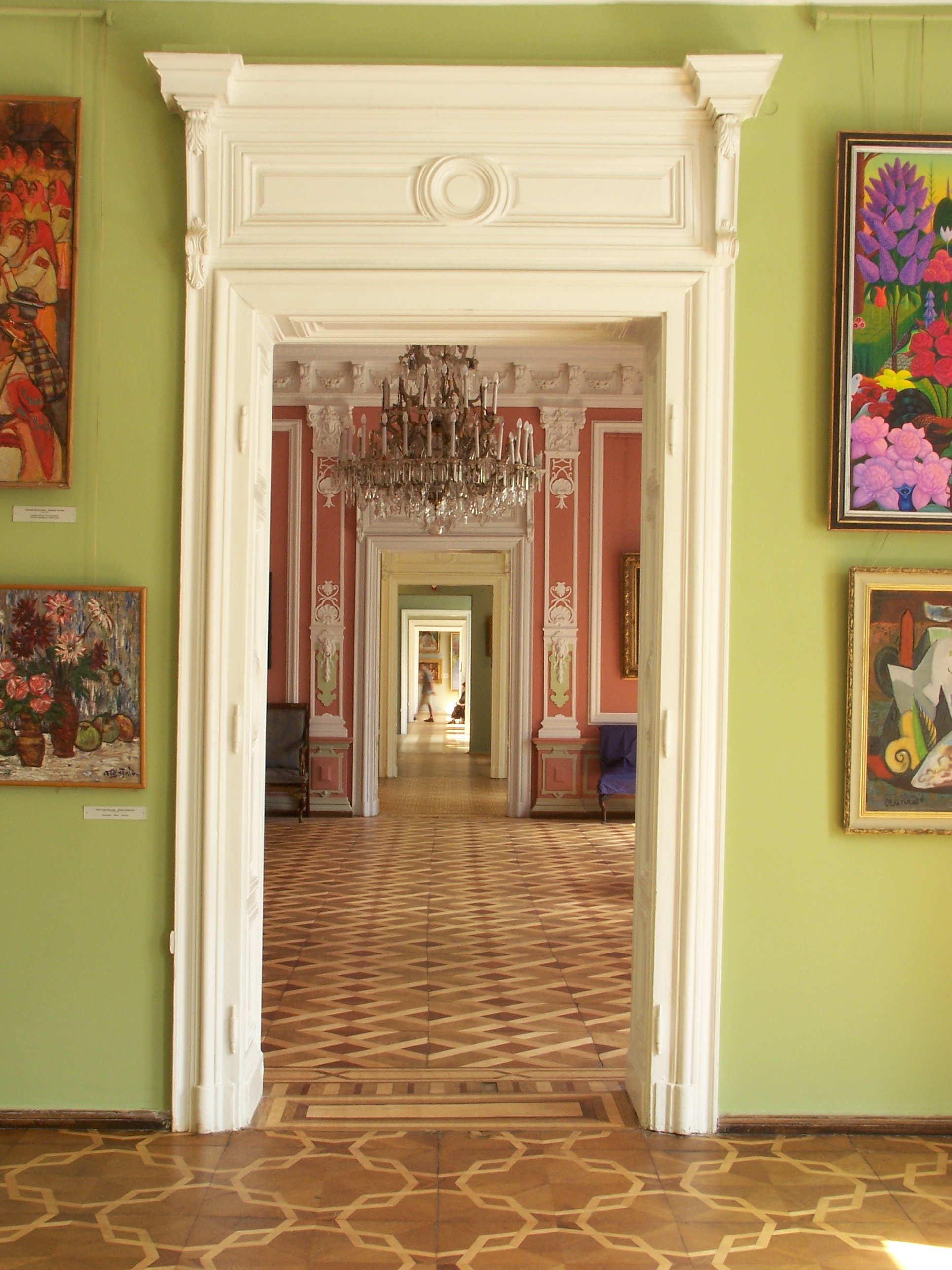
Інтер'єр Львівської національної галерея мистецтв імені Бориса Возницького

Льві́вська націона́льна галере́я мисте́цтв імені Б. Г. Возницького (до 4 лютого 1998 року — Льві́вська карти́нна галере́я) — найбільший художній музей України, розташований на вулиці Стефаника, 3, неподалік Львівської національної наукової бібліотеки імені В. Стефаника. Загальна кількість експонатів становить понад 67 тисяч одиниць різних груп зберігання.

## Історія створення
Основу колекції Міської галереї сформувала частина збірки Музею князів Любомирських, що належав до структури Національний інститут імені Оссолінських й функціонував з 1823 року. Це була найбільша на той час публічна збірка мистецьких скарбів (малярства і скульптури), заснована галицьким меценатом, князем Генриком Любомирським (1777—1850).
Рішення про створення у Львові галереї європейського мистецтва було прийнято Магістрат у 1897 році. У 1902 році першими експонатами стали твори художників: В. Леопольського («Смерть поета Ацерна», «Скупий»), Я. Стики, Ф. Вигживальського, Я. Матейка, Е. Окуня.
На початку 1907 року на кошти магістрату була придбана колекція західноєвропейського мистецтва цукрового магната з села Ситківці (помилково вважають село Сутківцями) на Поділлі Яна Яковича, до якої входило близько 2000 експонатів, в тому числі понад 400 картин. 14 лютого 1907 року ця колекція була перевезена до Львова і ця дата вважається початком функціонування музею. У Ситківцях довгий час працювали відомі художники, запрошенні родиною Потоцьких, та робили численні копіювання відомих та знаних витворів мистецтва. Можливо, свою колекцію поміщик Я. Якович отримав від Потоцьких.
У 1914 році для галереї було спеціально придбано будинок по вулиці Оссолінських, 3 (нинішня вул. В. Стефаника), що належав професору Львівського університету, історику та колекціонеру Владиславові Лозінському.
До новоствореної Галереї увійшли збірки, подаровані Львову Шимоном-Міхалом Тепфером у 1907 році та Б. Ожиховичем у 1919 році.
У 1920-ті—1930-ті роки фонди Галереї поповнювалися переважно за рахунок робіт польських художників.
Значних втрат Галерея зазнала під час другої світової війни.
Директором у 1941—1944 роках був Іван Іванець. Після реорганізації львівських музеїв у 1939—1946 роках Галереї були передані частини колекції Музею князів Любомирських, Ставропігійського інституту, Бібліотеки імені Баворовських, Історичного музею, барона Костянтина Бруницького. 
Упродовж 1960-х — 1990-х років Львівська картинна галерея перетворюється на значний музейний центр з кількома підрозділами.
29 квітня 1992 року, вівторок, 12.00. У галереї перебуває група школярів і ще двоє чоловіків. Згодом працівники музею за фотографіями впізнали, що саме ці дві особи були в музеї за кілька днів до нападу, у неділю. Вони здали в гардероб плащі і велику сумку, у якій, як виявилось, була димова протитанкова міна з радіоуправлінням.
«Ця міна на відкритому просторі накриває димом танки в діаметрі 300 м. Тому в закритому приміщенні я не бачив на відстані витягнутої руки, – розповідав згодом Ігор Хомин, завідувач відділу експозиції та фондосховищ галереї. – Всі кинулися гасити вогонь, як ми думали, в гардеробі, й саме в цей час було вирізано три картини. Злодії втекли через подвір’я, де на вулиці Тихій на них чекав автомобіль».
На сходах картинної галереї зловмисників спробували зупинити завідувач відділу західного мистецтва Дмитро Шелест і заступник директора з господарської частини Ярослав Волчак. Обоє загинули від куль грабіжників.
Тоді викрали полотна “Битва під Віднем” Яна Матейка та “Ноктюрн” і “Об’єднання” Артура Гроттгера. Злочинців так і не впіймали. У 2010 році кримінальну справу закрили за терміном давності.
23 жовтня 2009 року Львівська галерея мистецтв отримала статус національної.
12 квітня 2013 року Львівській національній галереї мистецтв присвоєно ім'я Б. Г. Возницького.

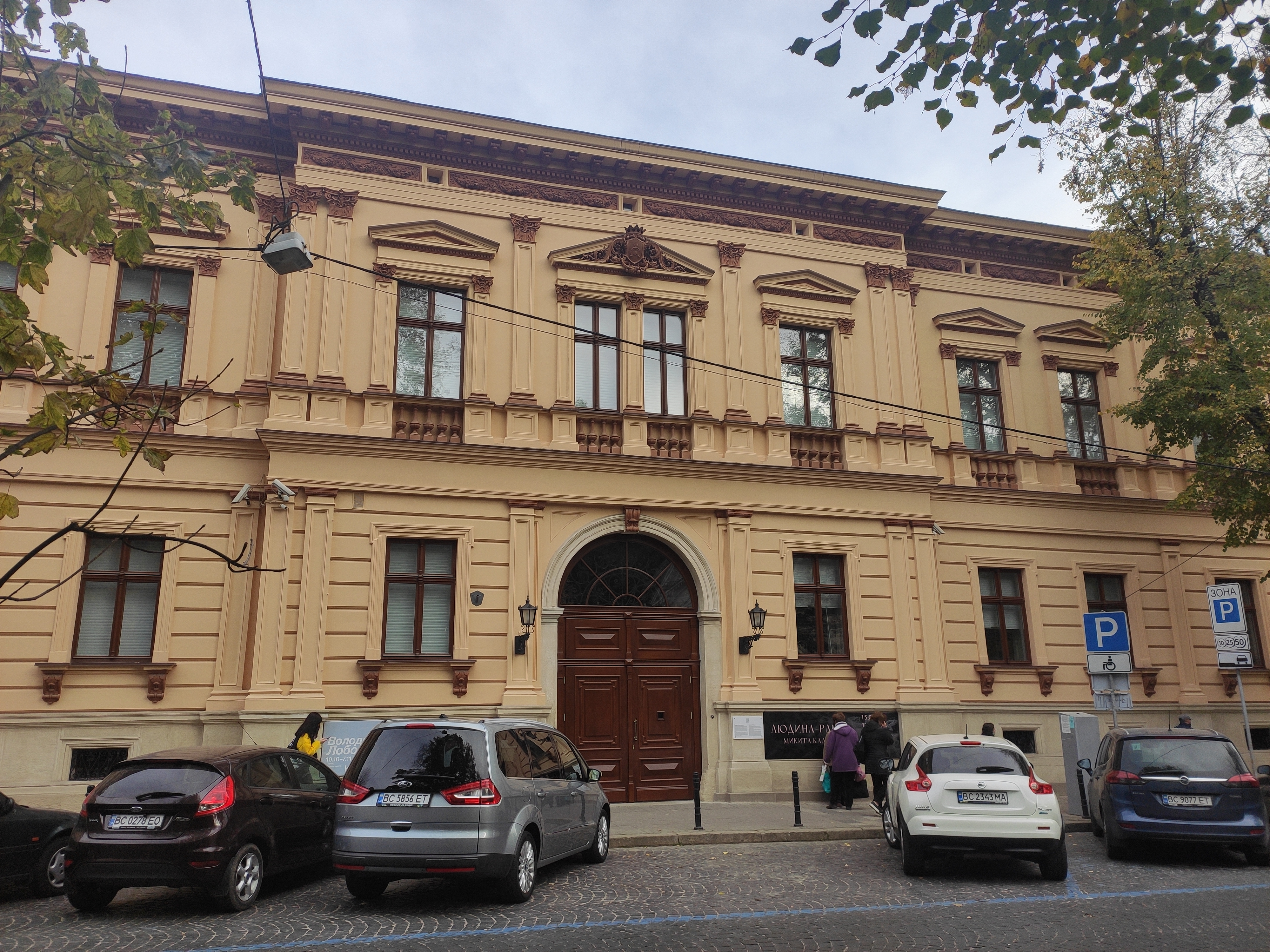
Фасад будівлі Львівської національної галерея мистецтв імені Бориса Возницького (вул. Стефаника, 3)

## Складові частини галереї

### Відділ мистецтва Італії
У Львові можна побачити лише поодинокі зразки раннього живопису Італії («Мадонна з святими Марією Магдалиною та Іваном Хрестителем» аноніма з Флоренції XIV століття, «Мадонна з немовлям та Катериною Олександрійською» аноніма з Умбрії XV століття). Є ранішній портрет Марії Річчі, намальований на торці весільної скрині. Родзинкою став рельєф «Три хрести на Голгофі», що пов'язують з творами скульптора Донателло. Приємною несподіванкою є й твір учня Леонардо да Вінчі «Се Людина!» Андреа Соларіо (бл. 1459 — бл. 1520).
Галереї пощастило з живописом Венеції XVI століття. Портрет літньої людини пензля Тиціана цікавий, але портрет дожа в Одесі того ж Тиціана кращий. Марко Базаіті (близько 1470—1530) написав портрет астронома. Але схоже, що аристократ бавиться наукою. До рідкісних зразків оголеної натури належить полотно Пальма Веккіо «Венера заснула». Художницю Софонісбу Ангіссолу репрезентує портрет аристократки. Тільки два полотна представляють «Лови перлів» Якопо Цуккі, одне з них у Львові. До кола Караваджо належить полотно «Тортури св. Себастьяна». Бернардо Строцці малював полотно «Апостол Петро лікує паралічного». «Краєвид (пейзаж)» Алессандро Маньяско розширює коло італійських жанрів, де є й пейзажі. «Краєвид міста Дрезден» Бернардо Белотто — це ведута, краєвид міста.
Серед полотен батального жанру слід зазначити «Битву під Парканами в Угорщині» Мартіно Альтамонте, німця за походженням, але з Італії, що працював у Жовкві та Зальцбурзі. Полотно занадто велике для приміщень галереї. Прийняте рішення експонувати баталію у замку Золочева.
У 2012 відділ мистецтва Італії Львівської національної галереї мистецтв імені Бориса Возницького поповнився полотнами, створеними італійськими майстрами у другій половині 20 сторіччя. Картини були передані з Італії абсолютно безкоштовно для створення постійно діючої експозиції. Ця акція відбулася в межах відзначення «Днів Італії в Україні» — проєкт був започаткований Торгово-промисловою палатою Італії в Україні. Загалом, участь у акції взяли 15 італійських художників, які передали близько 30 картин. Серед них Роберто Бергондзо з роботами «Золоті секції», «Інь і Ян», Андреа Болтро «За винятком, коли», «Горизонт», Марія Крістіна Конті «Безкінечність», «Новий початок», Марія Джоя Даль'альйо «Позичена ваза», Анжело Ді Томмазо «Біла троянда», «Подарунок Канові», Сільвано Д'Орсі «Відпочинок», «Сім'я», Роберто Феррарі «Три квітки», «Квіткова майстерня», Чіро Палумбо «Мрія», «Залишення мрії», Антоніо Зґарбосса «Що хочеш мені сказати», «Під час репетиції», Мауріціо Стелла «Запаморочення», «Мотиви для зоо», Родольфо Тонін «Передмістя», «Чистий спокій», Вітторіо Варре «Ефірні простори», «Думка», Стефано Пулео «Літній день», «Відпочинок рибалки». Федеріко Ерранте передав для постійної експозиції картину «Віолончель» та одну роботу без назви.

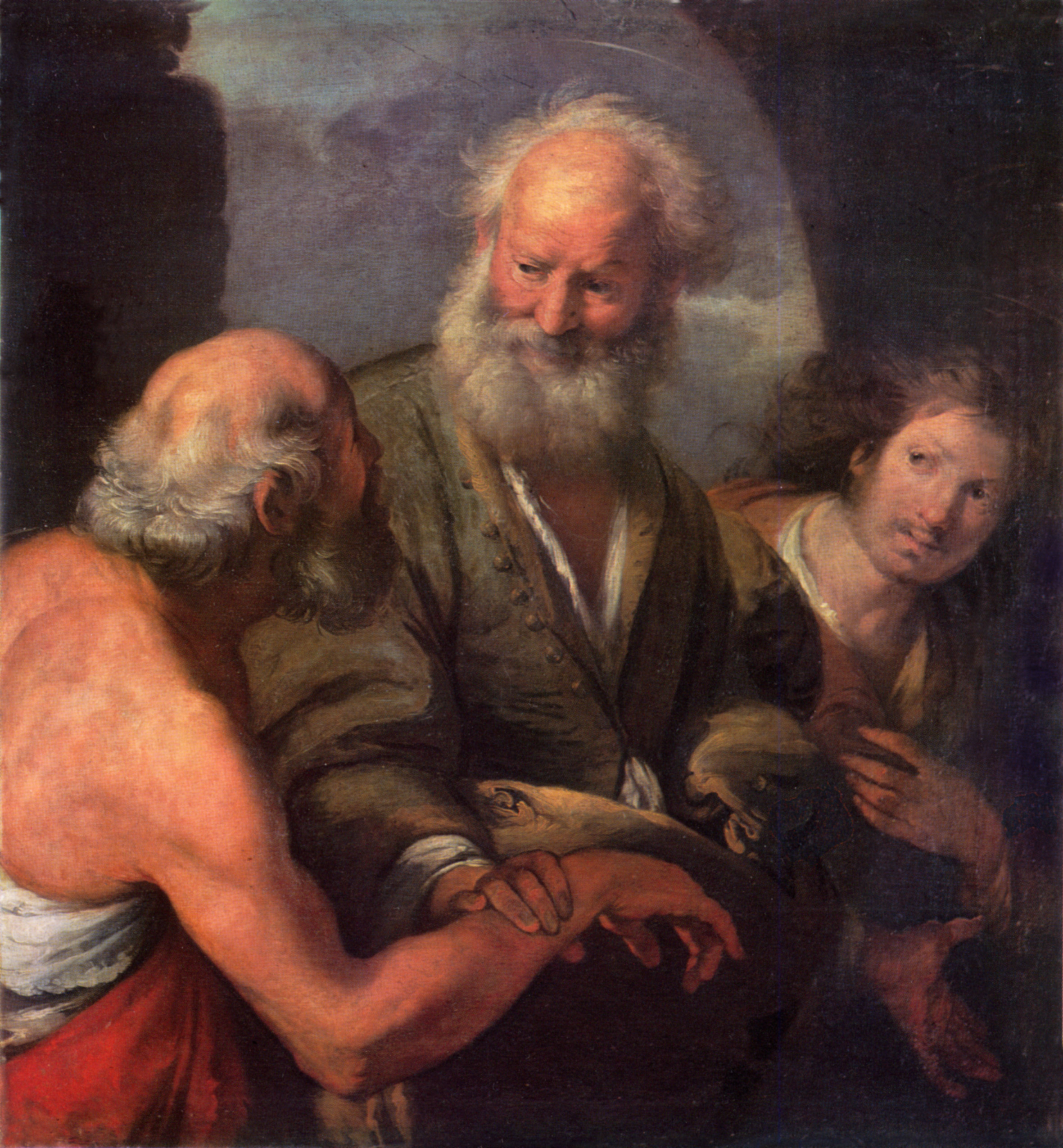
Бернардо Строцці «Апостол Петро лікує паралічного»
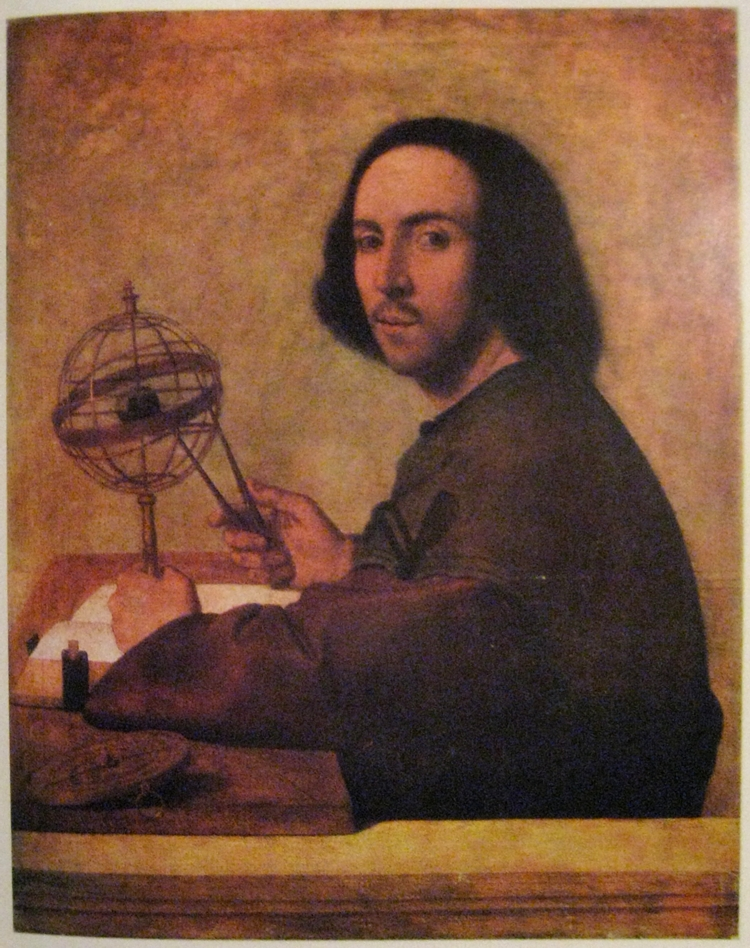
Марко Базаїті «Астроном» (Венеційська школа)
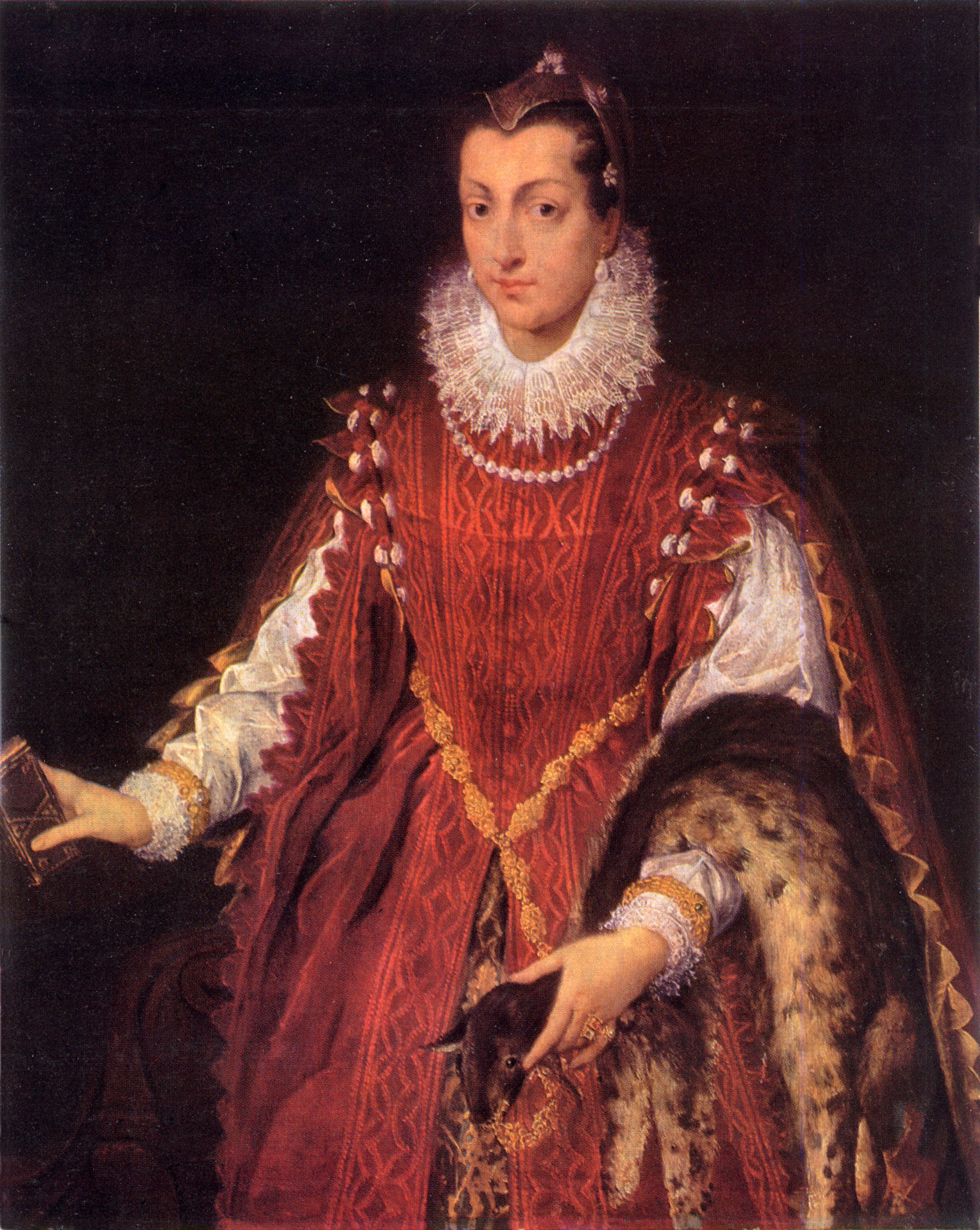
Софонісба Ангіссола «Шляхетна пані»
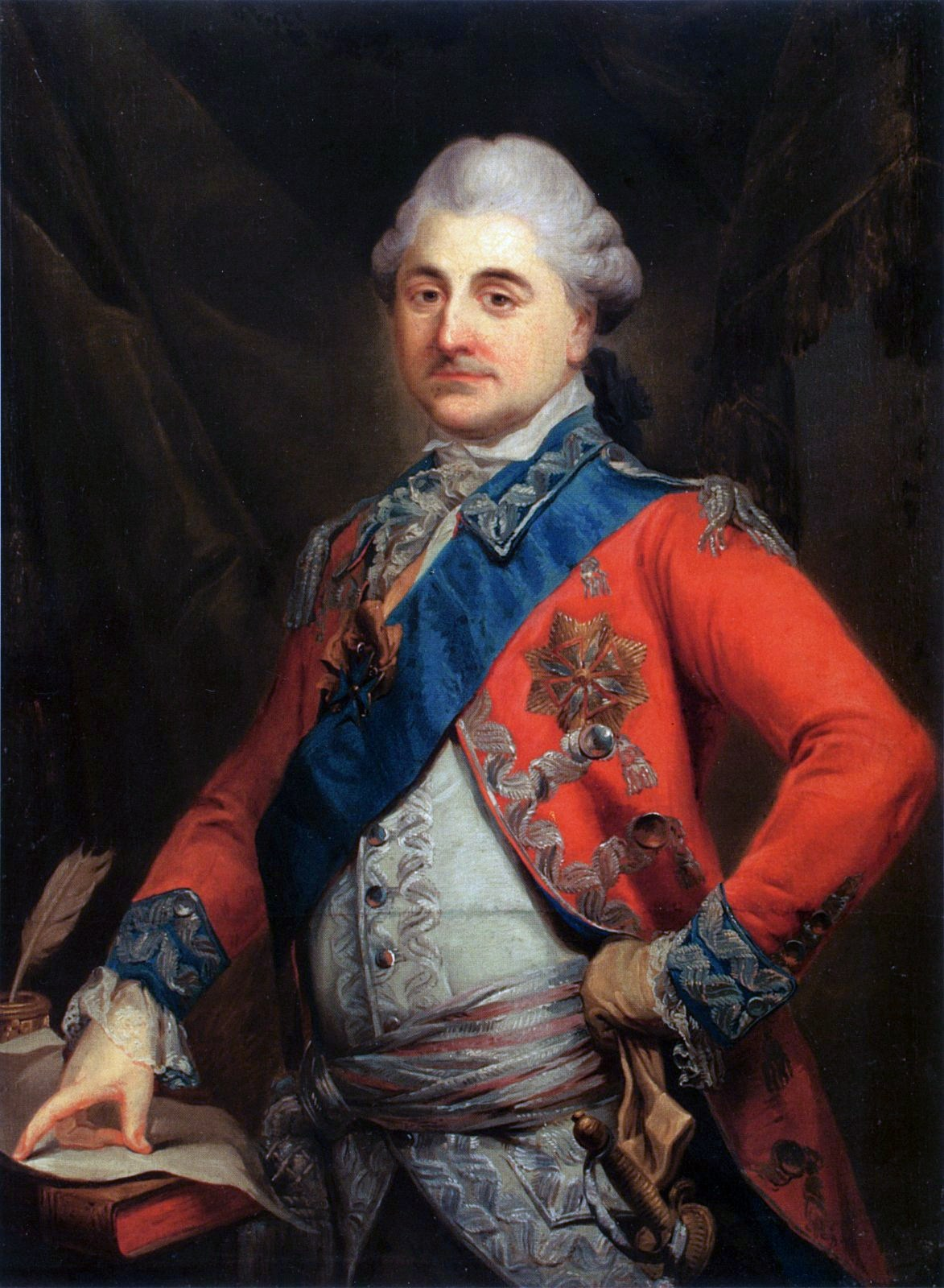
Марчелло Баччареллі Король Станіслав Август (1786)

### Твори мистецтва Іспанії
Серед експонатів — полотно Хосе де Рібера «Святий Єронім» XVII століття. XIX століття представляють картини Ігнасіо Сулоага «Іспанка на вулиці» та твір майстра з кола Франсіско Гойї (?) — «Маха на балконі».

### Твори мистецтва Нідерландів та Фландрії
Назвемо лише три роботи, бо майже всі вони високого ґатунку. «Поклоніння трьох волхвів» аноніма з Утрехту достойно представляє мистецтво Нідерландів, що породило таких велетнів мистецтва, як Рогір ван дер Вейден, Ян ван Ейк, Пітер Брейгель Старший.
В збірці музею представлені дві картини Хонтхорста, відомого представника караваджизму XVII століття.
Чоловічий портрет пензля П. П. Рубенса чи не найкращий з портретів музею. Приємний за кольорами й «Натюрморт з коликом» Яна ван Кесселя, учня Рубенса.
Інші аспекти мистецтва Нідерландів XVI століття представляють ткані килими — гобелени. Два гобелени з Брюсселю експонуються в Олеському замку («Одісей» та «Велетень Поліфем»), що є філією Львівської галереї мистецтв.

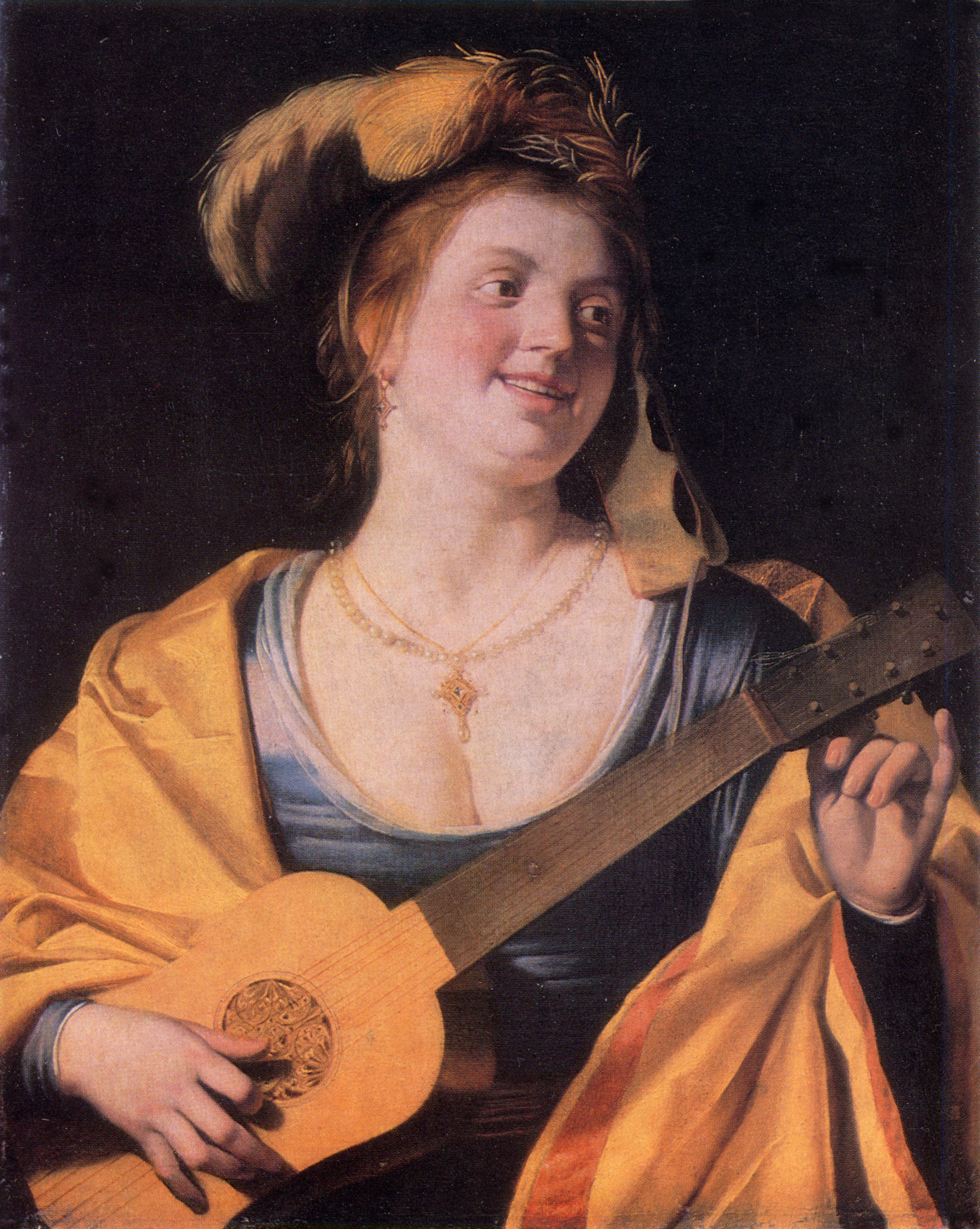
Герард ван Хонтхорст «Гітаристка»
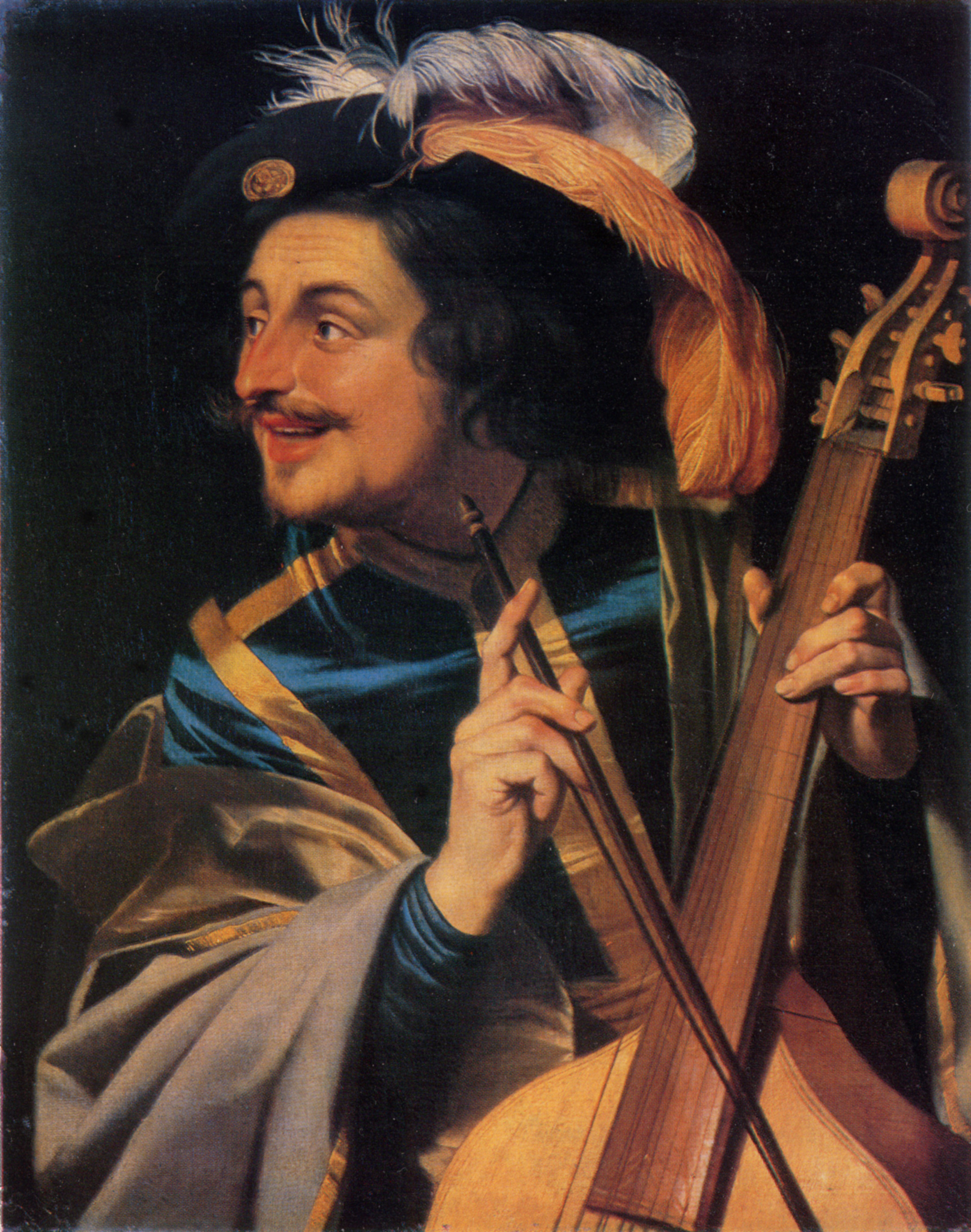
Герард ван Хонтхорст «Музикант з віолою да гамба»
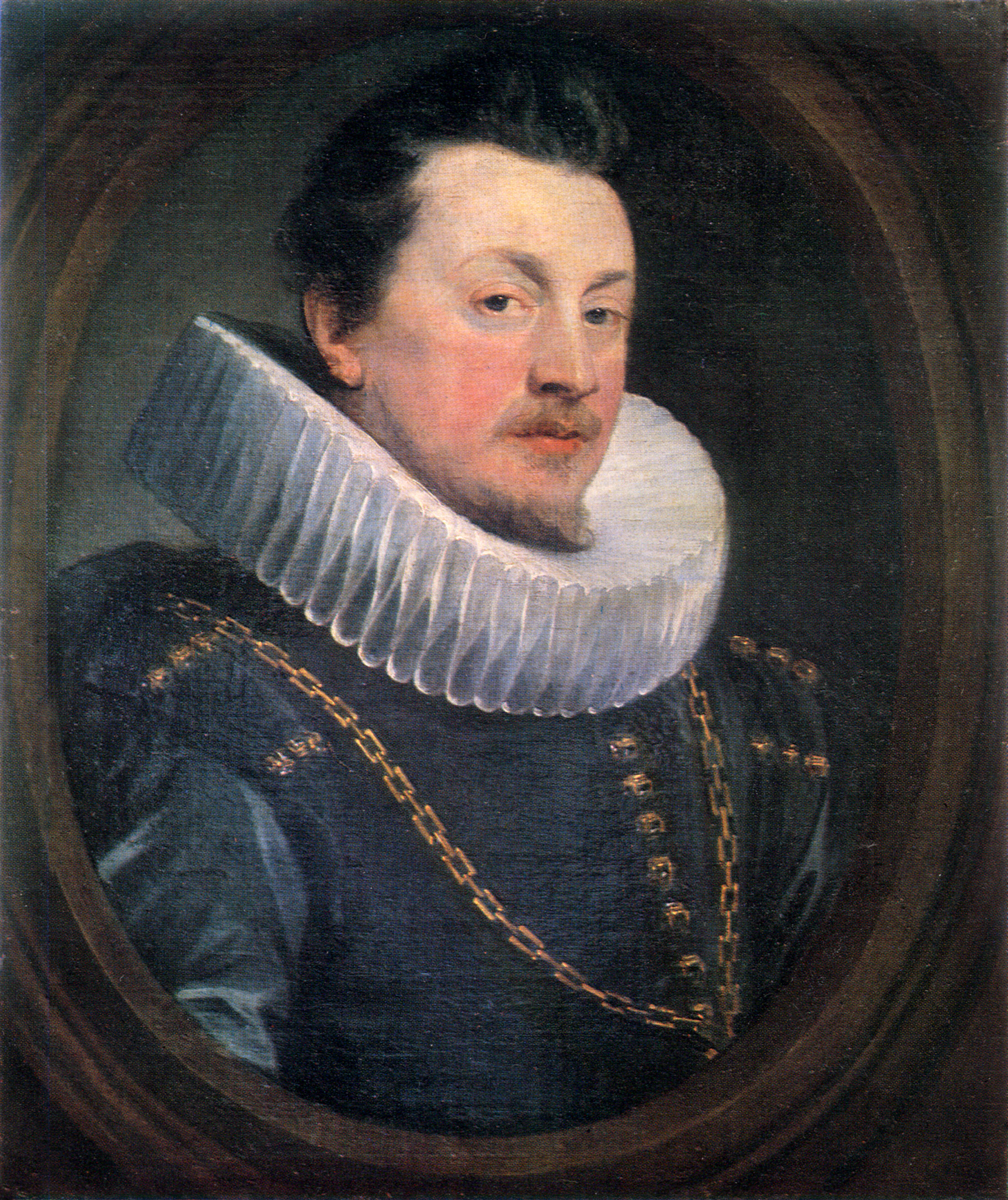
П. П. Рубенс «Чоловічий портрет»

### Твори мистецтва Голландії
Ефектними та дуже позитивними полотнами представлено мистецтво Герріта ван Хонтхорста, послідовника великого Караваджо. В «Жінці з гітарою» та «Кавалером з віолою да гамба» Хонхорст дуже оригінальний та чудовий за колоритом. Менш ефектні, майже прості, твори Міревельта, Саломона Ромбоутса, Яна ван де Велде, Вікторейнса. Молодший брат великого Франса Галса — Дірк Галс подає полотно «Бенкет» з веселощами приватної компанії.

### Твори мистецтва Німеччини

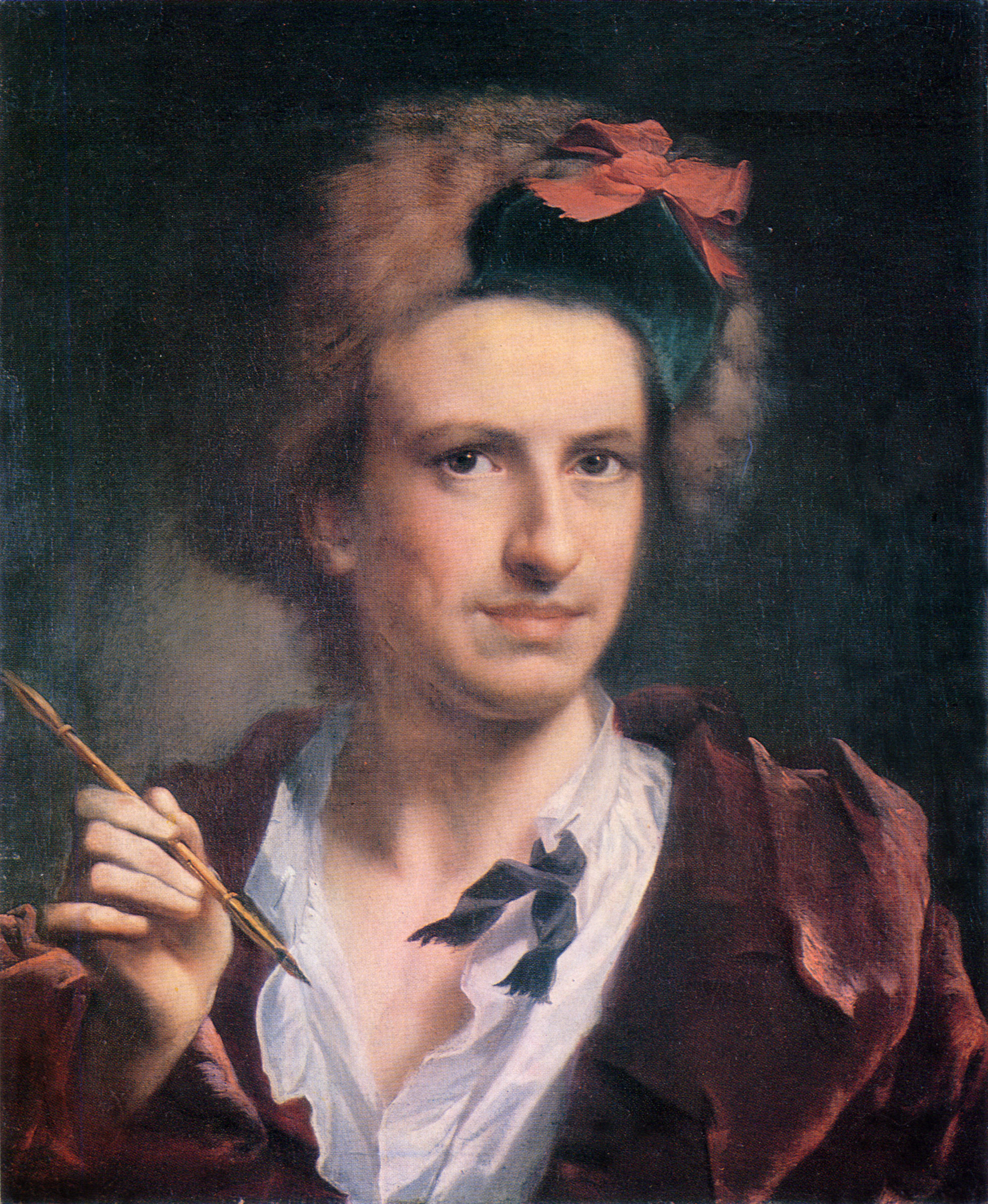
Антон Рафаель Менгс, гравер Франсеско Бартолоцці

Робіт небагато. Мистецтво земель Німеччини репрезентують «Три святі жінки» аноніма XV століття, «Голгофа» Вольфгага Кроделя, твір учня Лукаса Кранаха Старшого («Юдита з головою Олоферна»).
Рідкісний зразок барокового живопису XVII століття в батальному жанрі репрезентує монументальне полотно Андреаса Стеха «Ян III Собеський в баталії під Хотином» з панорамним пейзажем околиць Хотинської фортеці.
Новітні часи та нові ідеї подає мистецтво жінки-художниці Ангеліки Кауфман («Генрік Любомирський у подобі Амуру» — алегоричний портрет). Ще два портрети належать пензлю Рафаеля Менгса («Гравер Ф. Бартолоцці», «Фрідріх Саксонський»). Два краєвиди подають італійські пейзажі німецького майстра Якоба Філіпа Гаккерта («Водоспад у Фраскатті», «Водоспад у Тіволі»).

### Твори мистецтва Австрії

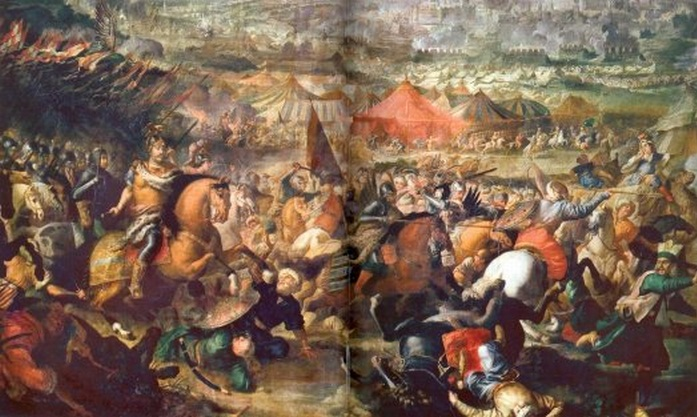
«Битва під Віднем (Альтомонте)» (перемога над турецьким військом 12 вересня 1683 року під Віднем)

Батальний жанр ефектно та документально точно представляють полотна вже згаданого майстра Мартіно Альтамонте. Він навчався у Римі разом з Єжи Семигиновським, твір якого теж має Львівська галерея. А працював на замовників Польщі та Австрії, де розквітло бароко. Лише занадто великі розміри полотен заважають їх експонувати в залах музею. Їхнє місце — на стінах замків України, які потрібно ще врятувати.
Мистецтво Австрії подано в різних жанрах: алегорія (Пауль Трогер), релігійний образ («Свята Текла» — художник Маульперч), портрет (астроном Лісганік), антична тема (твори Фрідріха Фюгера). Надміру ідеалізований портрет великого розміру представляє твір Йозефа Грассі «Тереза Любомирська як богиня Геба».

### Твори мистецтва Франції
Портрет Марії Стюарт (послідовник Клуе), портрет імператриці Австрії Марії-Терези (Жан-Етьєн Ліотар), блискучій зразок стилю ампір, портрет Катерини Стаженської (Франсуа Жерар, що малював Жозефіну Бонапарт, дружину Наполеона).
Надзвичайним є твір майстра з Лотарингії XVII століття Жоржа де Латура «Гравці беруть гроші у лихваря». Полотен Латура залишилося дуже мало. Частка загинула і війнах, що спустошували Лотарингію. Про загиблі картини знав і сам Латур. Щоб завадити біді, він наново малював ті ж роботи. Музеї ганяються за творами Латура, навіть Лувр у Парижі. Імпресіоністів у Львові поки що нема. Є їхній сучасник — Діаз де ла Пенья («Пейзаж восени»).
В музейних збірках України мало творів скульпторів Франції. Уславлені ще під час створення, вони розійшлися великими музеями і столицями. Тим більшу ціну має портрет Марії-Антуанети скульптора Фелікса Леконта (1737—1817) зі Львівської галереї мистецтв. Він виконаний в цікавій техніці бісквіту — особливої порцелянової маси, що так полюбляли у Франції 18 століття. Скульптор Леконт відомий тим, що створив декілька портретів вчених, серед яких Гольба́х (теракота, Ермітаж) та філософ і енциклопедист Даламбер (Лувр, Париж).

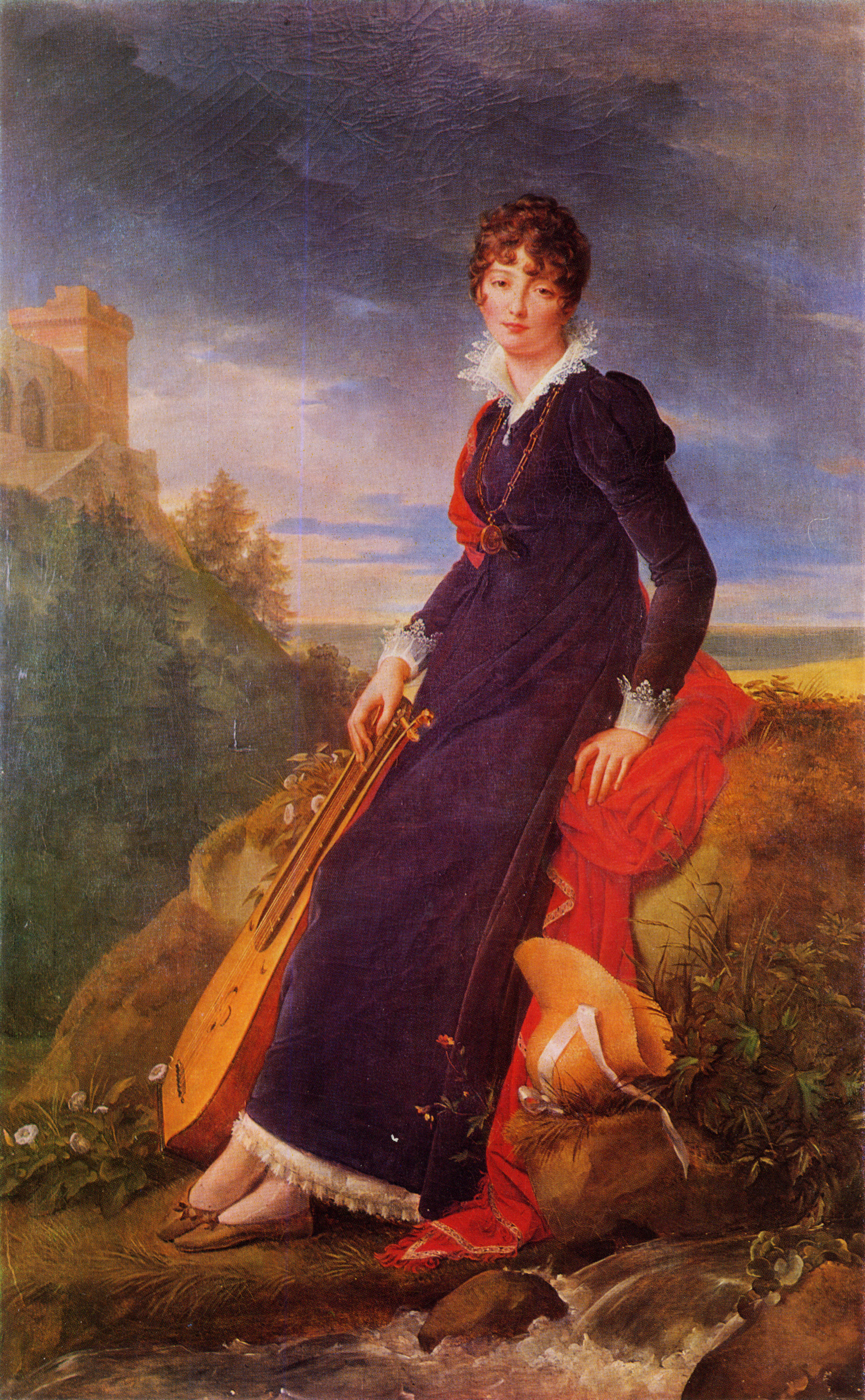
Франсуа Жерар «Портрет Катерини Стаженської»
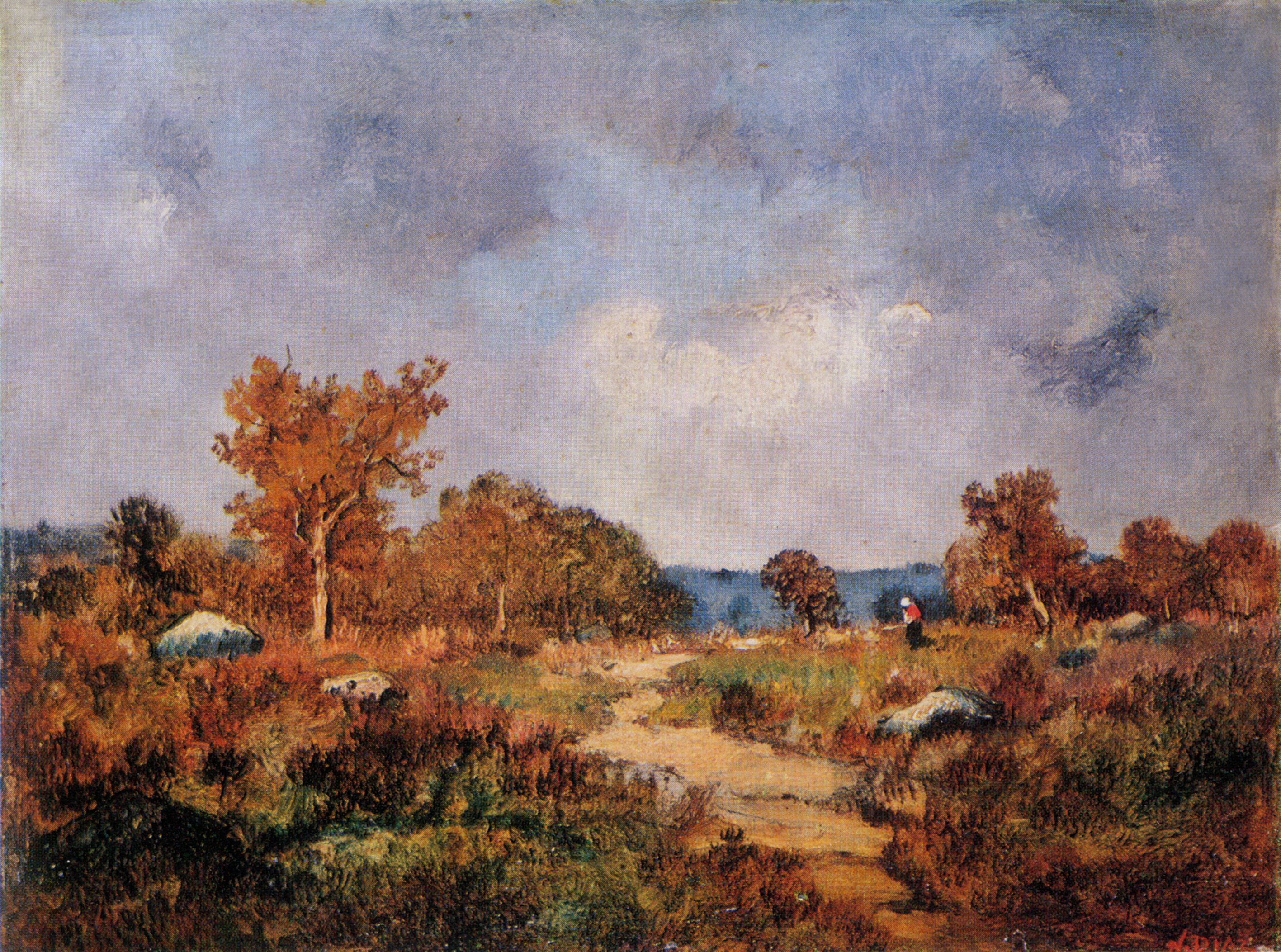
Діаз де ла Пенья. «Пейзаж восени» (до 1876)
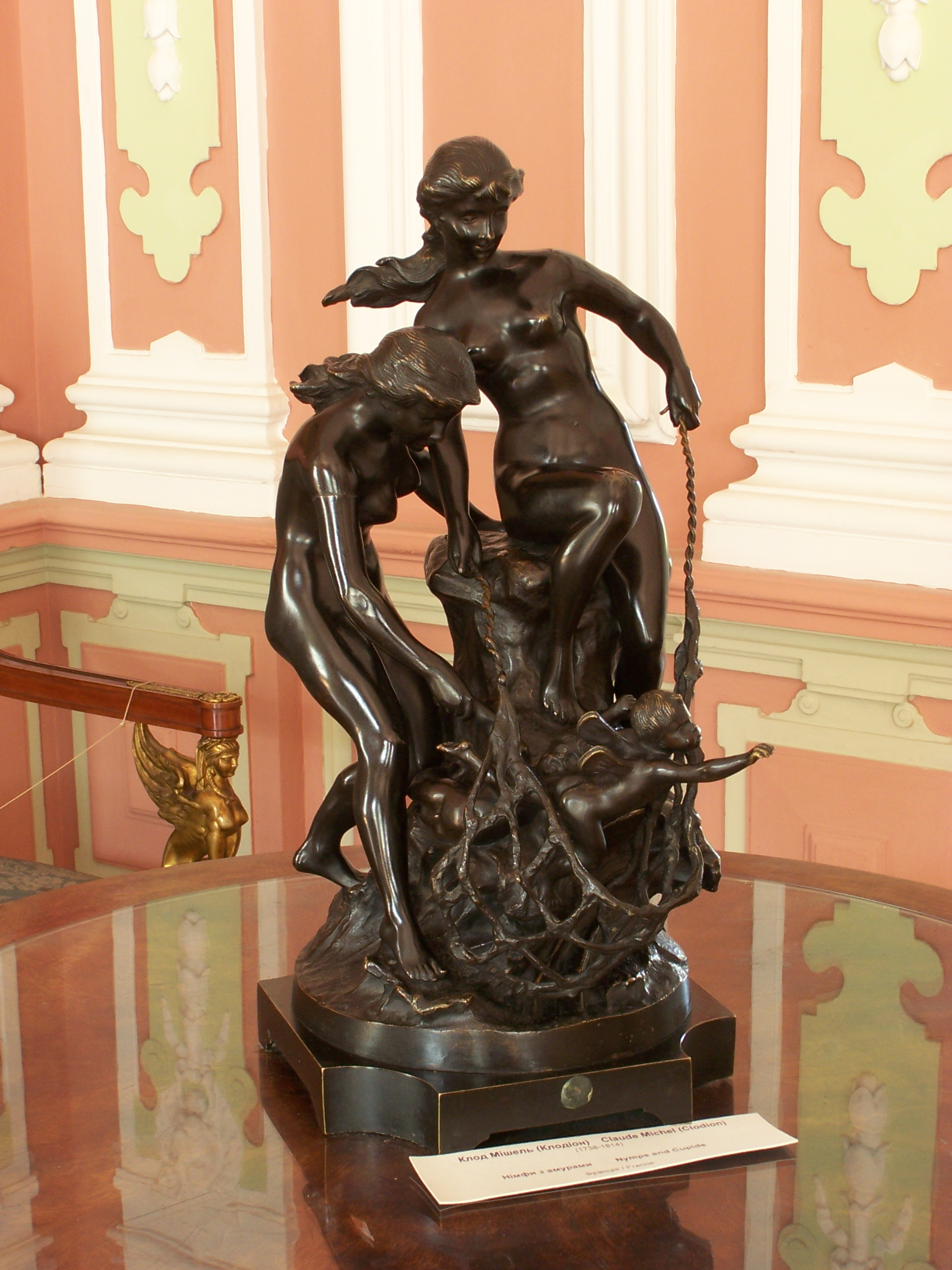
Скульптор Клодіон «Німфи полюють на амурчиків» (кабінетна бронза)

### Твори мистецтва Польщі
Збірка творів митців Польщі в галереї найкраща на теренах України. З нею не може конкурувати й галерея у Житомирі, де теж багато творів польських художників. Серед найдавніших творів — вівтарний складень цехового майстра 1530 року («Святі»).
Середньовічні уявлення про світ та людей довго утримували свої позиції в мистецтві Польщі. Паростки нових ідей принесли на землі країни італійські майстри, яких часто запрошували для виконання будівельних та малярських робіт. Особливо багато їх працювало у Вавелі (Краків), резиденції польських королів.
Свідоцтвом приходу ідей Відродження стали поява в мистецтві Польщі нових форм в архітектурі та запровадження портрету як жанру. Портретний живопис репрезентують натрунні портрети — взагалі відзнака портрету Польщі (невідомий початку XVIII століття), парадний портрет («Констанція Австрійська»).
Добу бароко представляють портрети пензля Марчелло Бачареллі («Воєвода Ю. Радзімінський з Гнезно», «Король Станіслав Август Понятовський»). Міфологічні картини притаманні творчості Єжи Семигиновського кінця XVII століття, що навчався у Римі. Працював у Польщі й француз Жан-П'єр Норблен («Свято у парку»).
Портретний живопис представляють також роботи К. Войняковського, учня Бачареллі, Ю. Пічмана, Олександра Орловського. Класицизм XVIII століття французьких взірців представляють роботи Антоні Бродовського («Дипломат А. Батовський»). Пейзажний живопис доби представляє робота «Краєвид», художник Антон Ланге.
Наприкінці XVIII століття Польща втратила державність. Країну роздерли на шматки, котрі силоміць включили до сусідніх імперій (Австро-Угорщини, Пруссії, Російської імперії). Поляки зробили декілька військових спроб відновити державність, та всі національно-визвольні повстання були жорстоко придушені. Це відбилося в мистецтві Польщі рисами трагізму, нервової схвильованості, туги за загиблим та тими, хто вимушено емігрував з країни. Тугою за загиблими просякнуті полотна Артура Ґроттґера («Ноктюрн», 1864, «Об'єднані смертю»). Українські типи представлені в творах Ґроттґера теж («Українка», «Хлопчик з Борщович»).
Науковці і митці XIX століття масово навернулися до історії власних країн, історичних пам'яток, замків, ужиткового мистецтва, архівів. Це залишило свій відбиток у живописі, в архітектурі, в творах графіки, в створені інтер'єрів і в театрально-декораційному мистецтві. Історичне полотно Вільгельма Леопольського «Смерть Ацерна» нагадує сторінку з минулого Польщі. Темою полотна стала сцена з однойменної поеми Сирокомлі (1823–1862), де автор оспівує поета і патріота Польщі 16 століття Ацерна. В картині «Скупий» 1879—1881 років знайшли вплив ідеї голландця Рембрандта.
Справжньою окрасою збірки стали твори Яна Матейка (1838—1893). Дипломна робота Матейка «Карл Густав і Шимон Старовольський біля гробу Локетка» ніби розпочинає історичну тематику в творчості майстра. Інші аспекти творчості Яна Матейка представляє «Портрет власних дітей» 1889 року. В збірці галереї є також твори Генріка Родаковського («Портрет дочки», 1891), Каспара Желєховського, Олександра Котсіса, Юзефа Брандта.
Трагічні події загибелі військ Наполеона у війні 1812 року відбилися у полотні Войцеха Коссака «Навесні 1813 року». Поляки брали участь у війні на боці Наполеона, помилково вважаючи, що він стане визволителем Польщі і країна відновить свою державність. Наполеон визволителем не став і державність Польщі не відновив. А його авантюри закінчилися полоном і засланням на віддалений острів, де він і помер.
Павло Мерварт відсахнувся від соціальної тематики та навернувся до Біблії. Його твір «Потоп» має присмак академізму та салонного мистецтва 2-ї половини XIX століття. Серед родзинок польського живопису Львова «Вулиця Риму вночі» Олександра Геримського.
Символізм у польському мистецтві репрезентують твори Яцека Мальчевського «Автопортрет з Музою» (1904), «Піфія» (1917), «Христос перед Пілатом» (1910) та Є. Окуня («Філістери»). Вплив мистецтва імпресіоністів мають твори жінки-портретистки Ольги Бознанської («Портрет С. Гіршенберга», «Жіночий портрет», «Діти») та роботи Фердинанда Рушиця («Ідемо у світ»), польського учня Архіпа Куїнджі.
Творчість мистецького об'єднання «Штука» представляють роботи В. Яроцького, Казимира Сіхульського, В. Термаєра-Пшерва. Приятель і послідовник Поля Гогена — Владислав Слевинський представлений в галереї теж («Море», «Натюрморт», «Бретань. Рибалка»). Риси ар нуво, декоративного стилю сецесія, притаманні творам Ю. Мегоффера («Співачка»), Л. Вичулковського («Квіти»), С. Виспянського («Портрет дівчини»), Теодора Аксентовича («Тягар нещастя»).
Пошуки нового тривають у польському експресіонізмі (З. Валішевський «Натюрморт з грушами», С. Оссостович «Вулиця. Каштани», З. Радницький «Фрукти»). Тимчасово завершують збірку твори XX століття(«Повстання» С. Дембицького; «Праця» Ф. Вигжевальського).

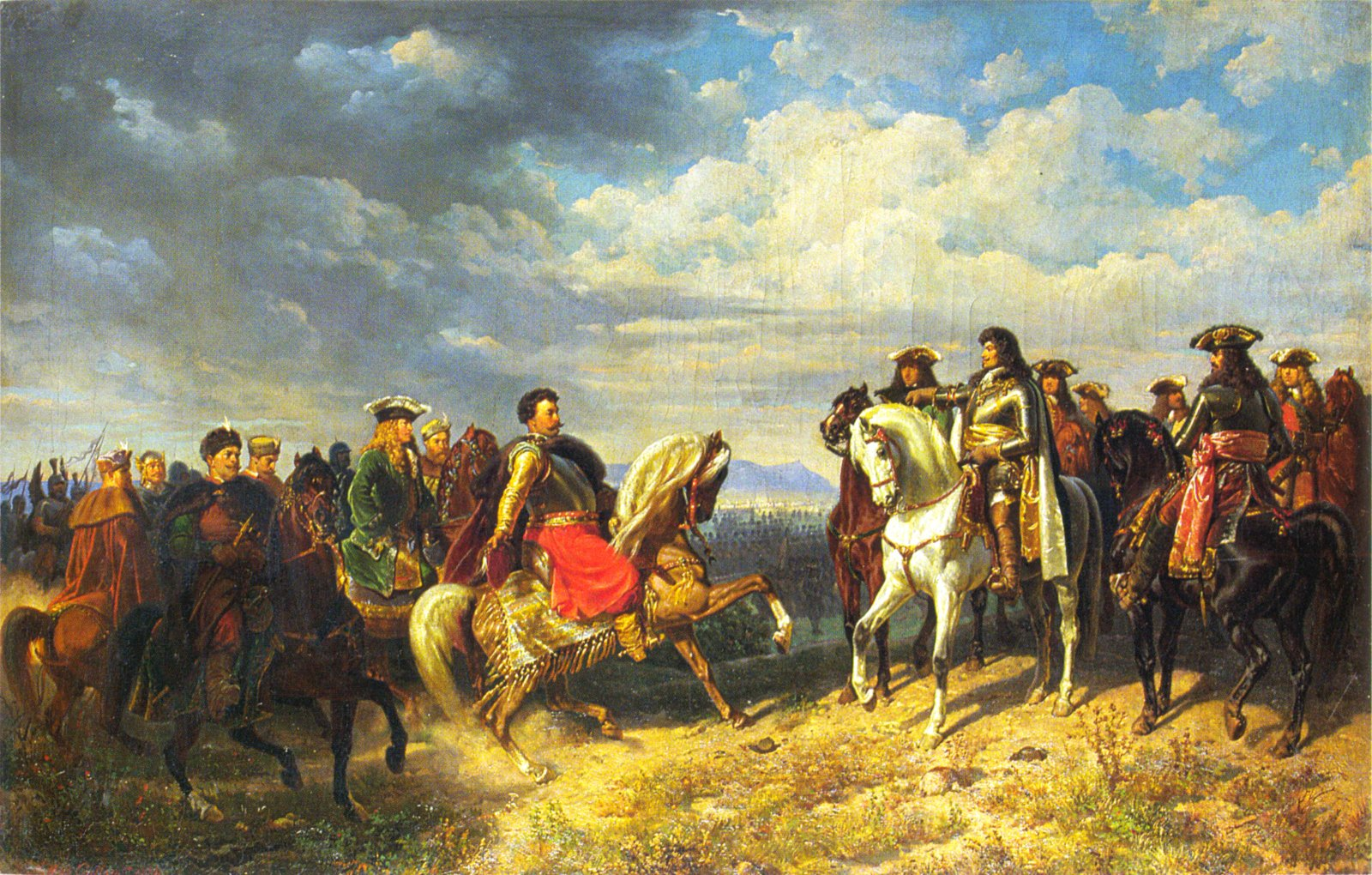
Артур Гроттгер. «Зустріч Яна ІІІ Собеського з імператором Леопольдом після перемоги під Віднем» (перемога над османським військом 12 вересня 1683 під Віднем)
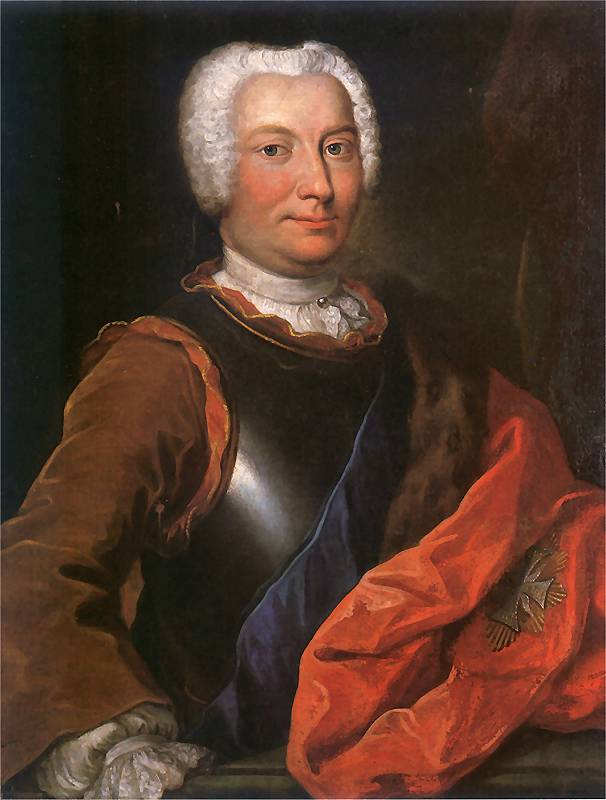
Симон Чехович. Портрет Яна Чапського, скарбника (до 1742)
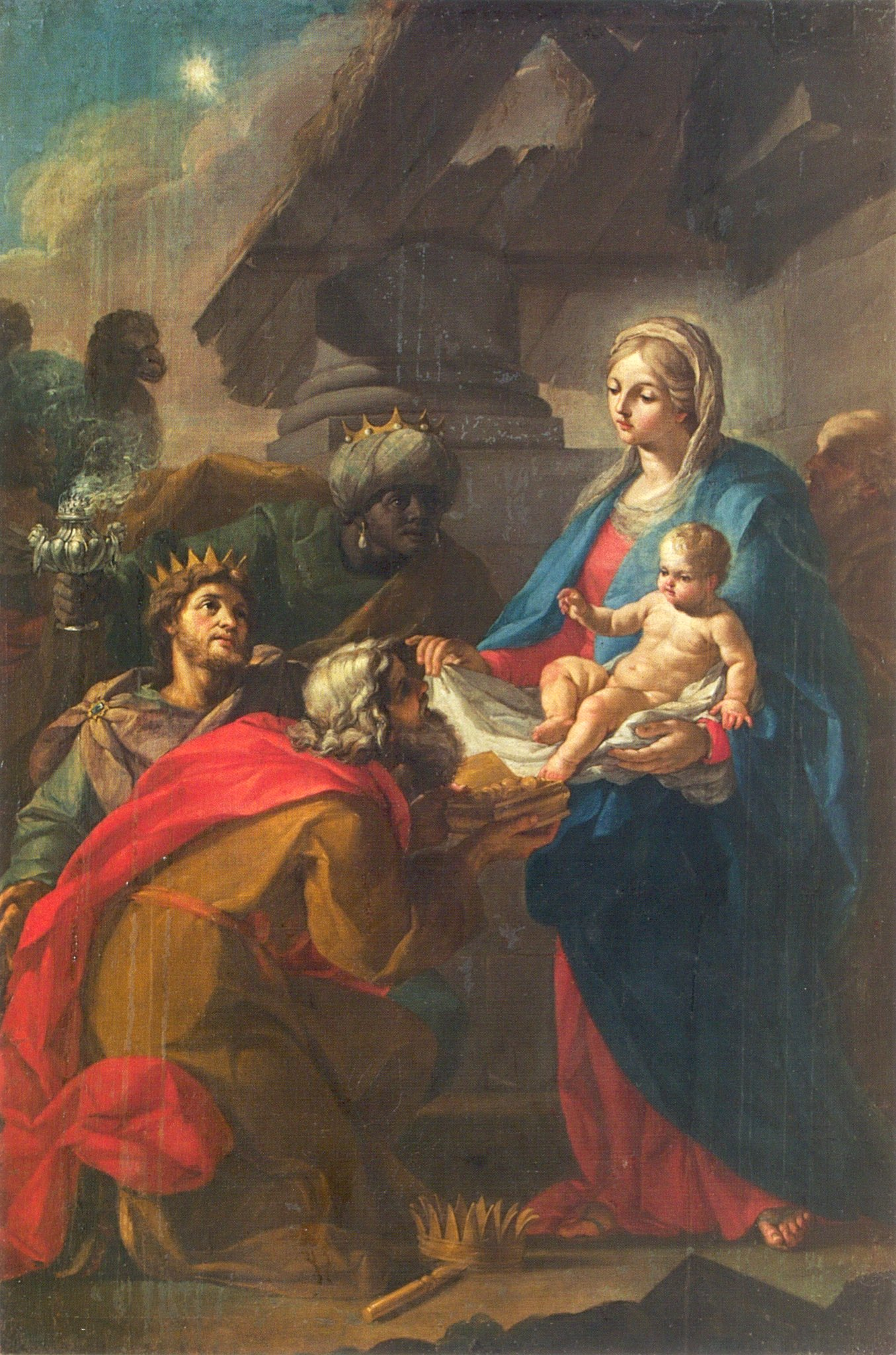
Симон Чехович. «Поклоніння волхвів»
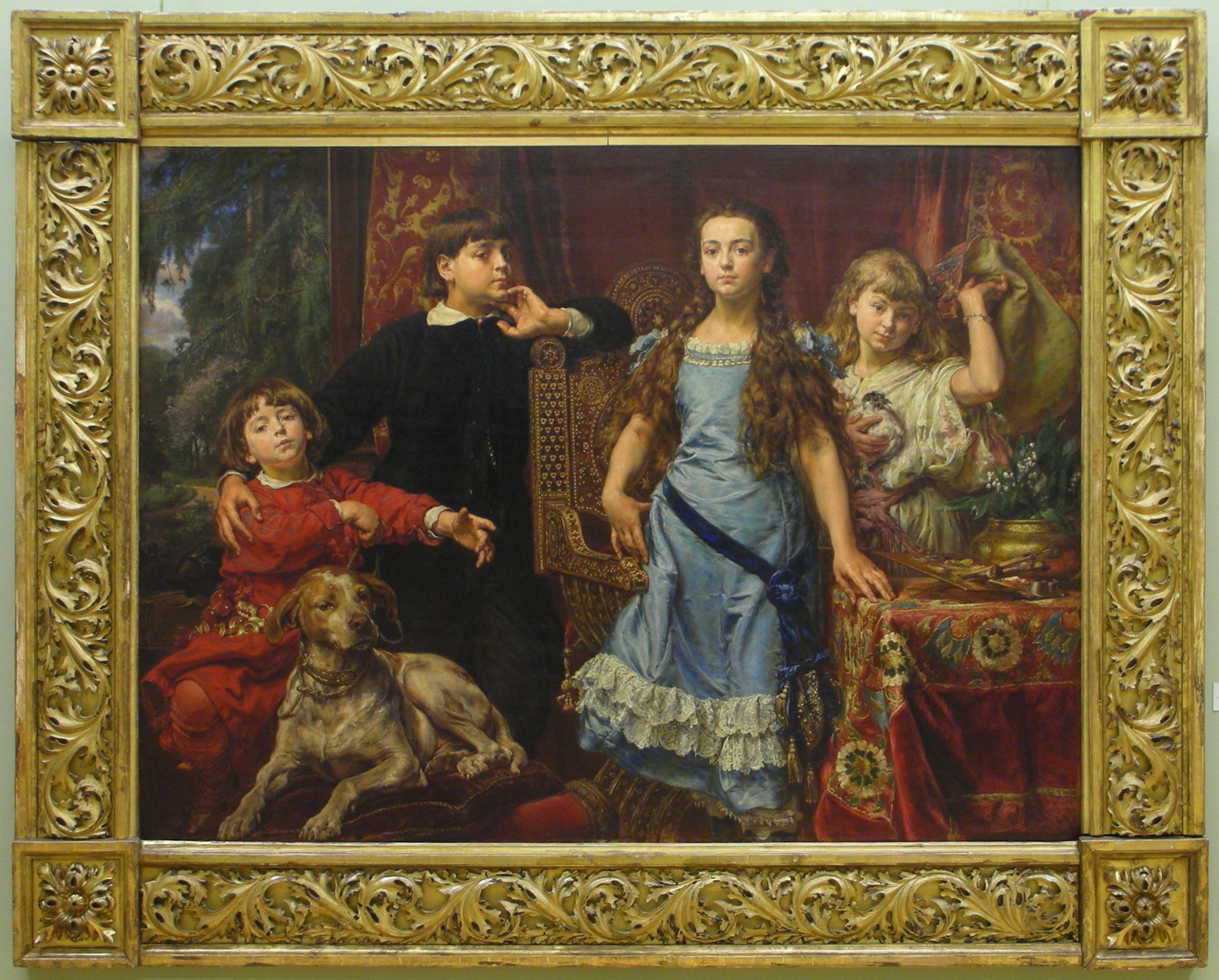
Ян Матейко. «Портрет дітей художника»
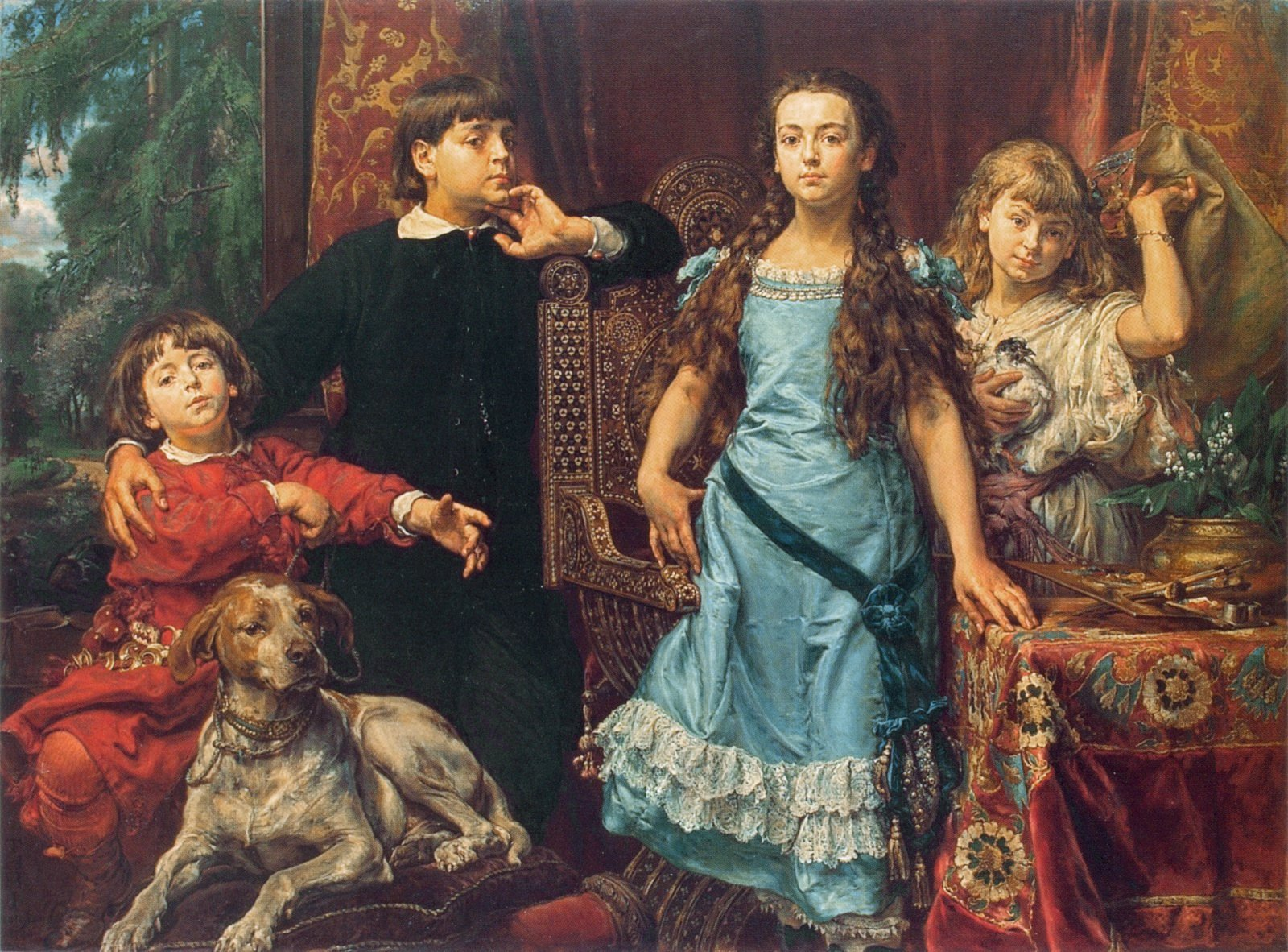
Ян Матейко. «Портрет дітей художника»
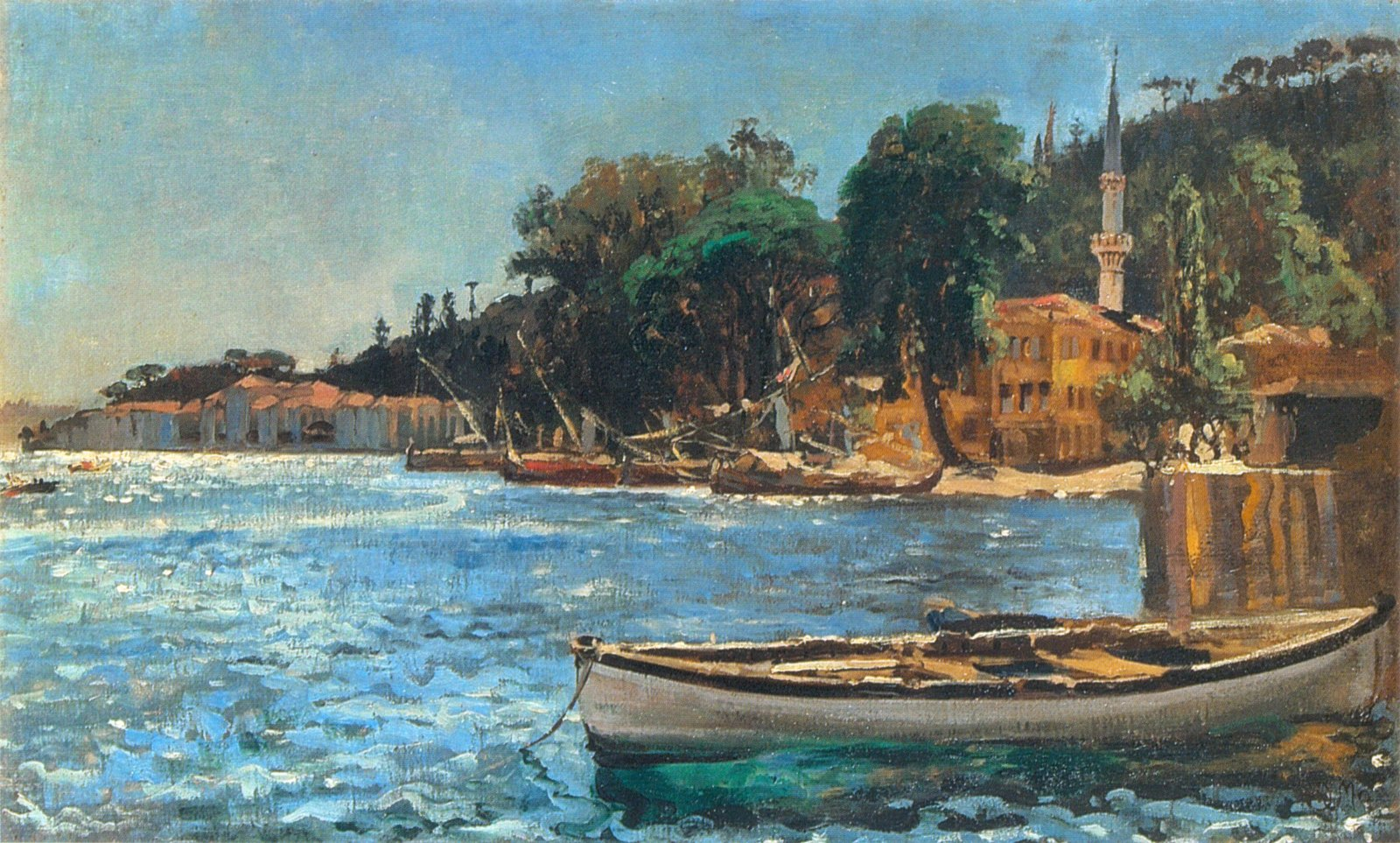
Ян Матейко. «Бебек біля Костянтинополя»
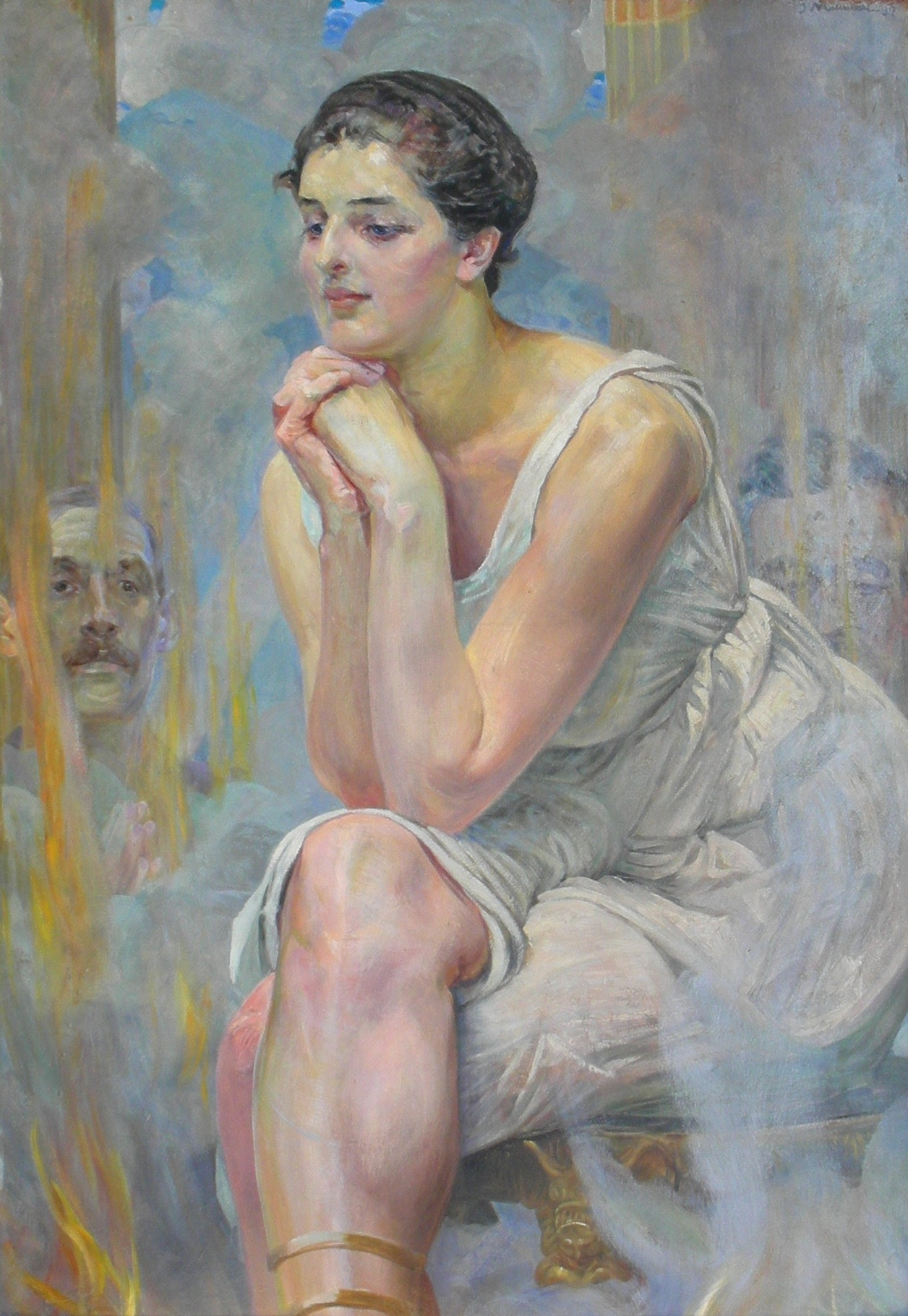
Яцек Мальчевський. «Піфія»
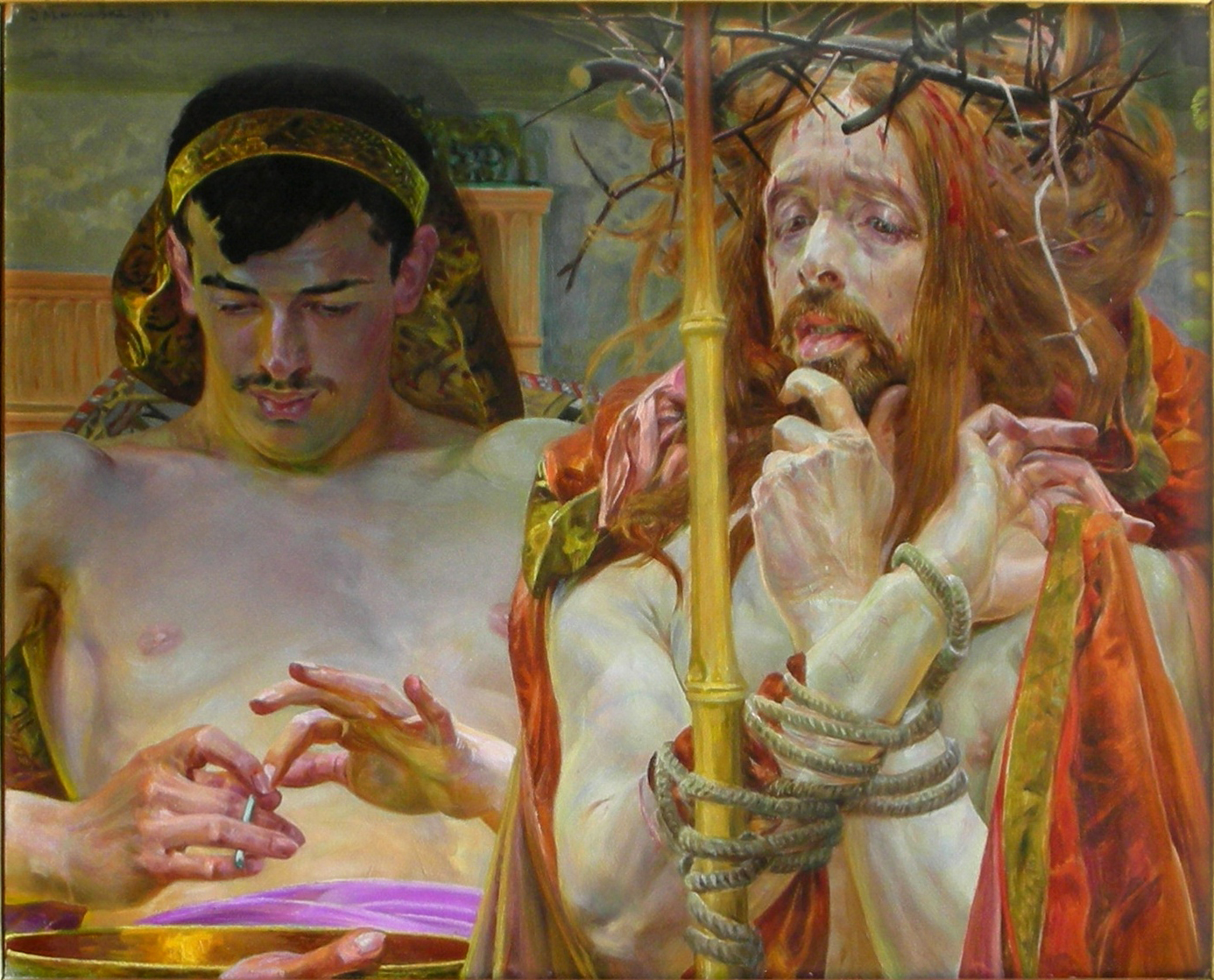
Яцек Мальчевський. «Христос і Пілат»
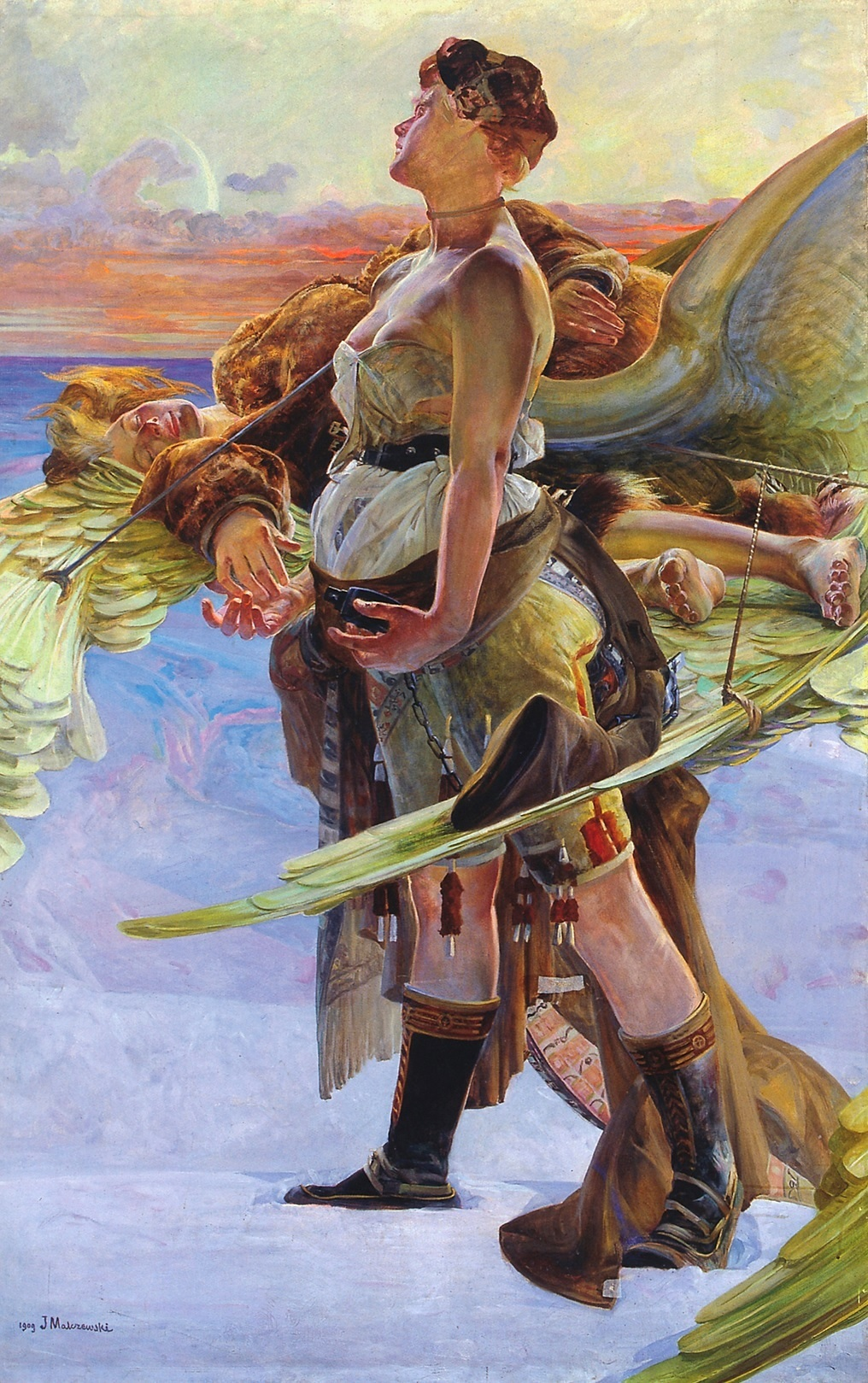
Яцек Мальчевський. «Елое»
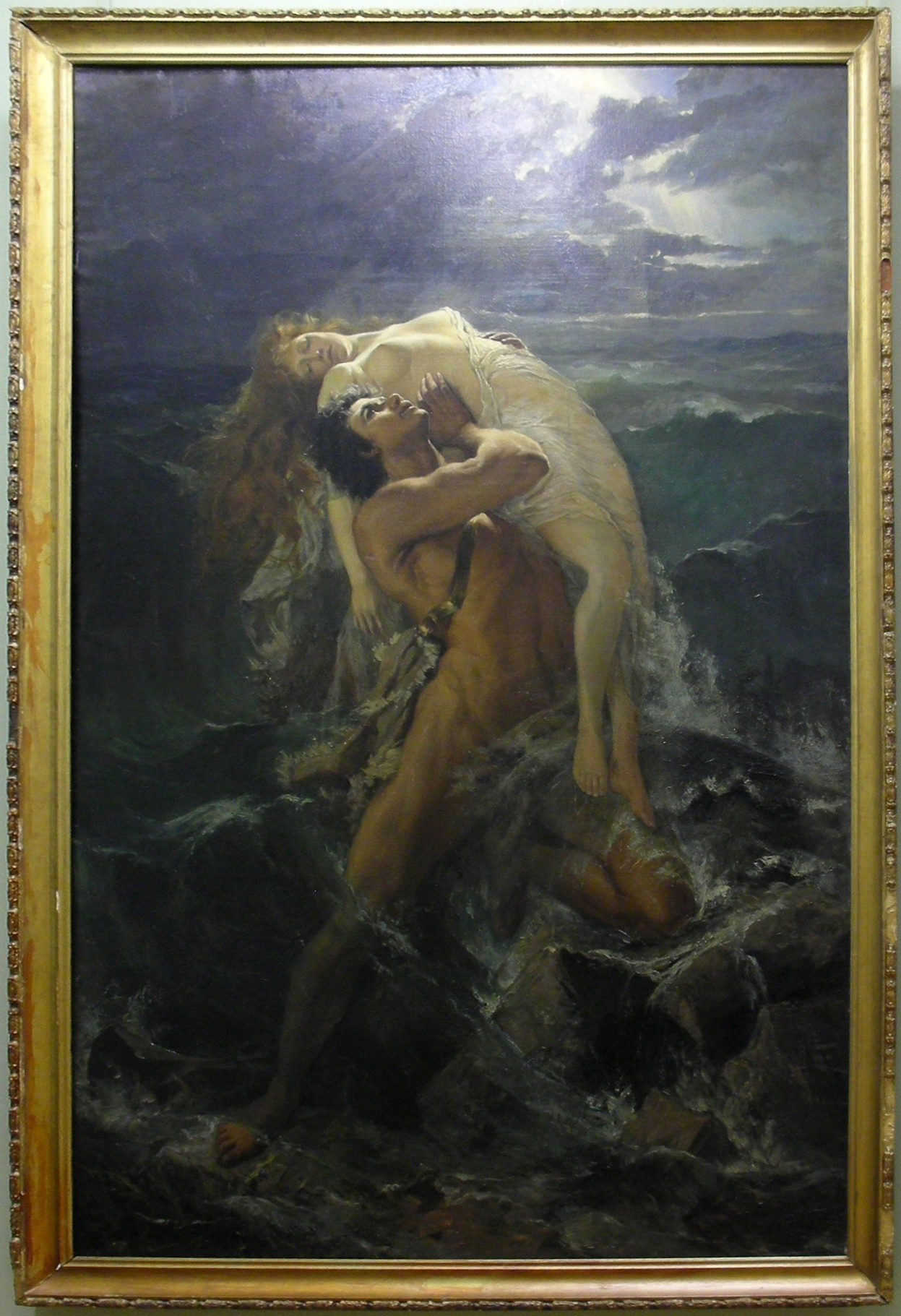
Пауль Мерварт. «Потоп»
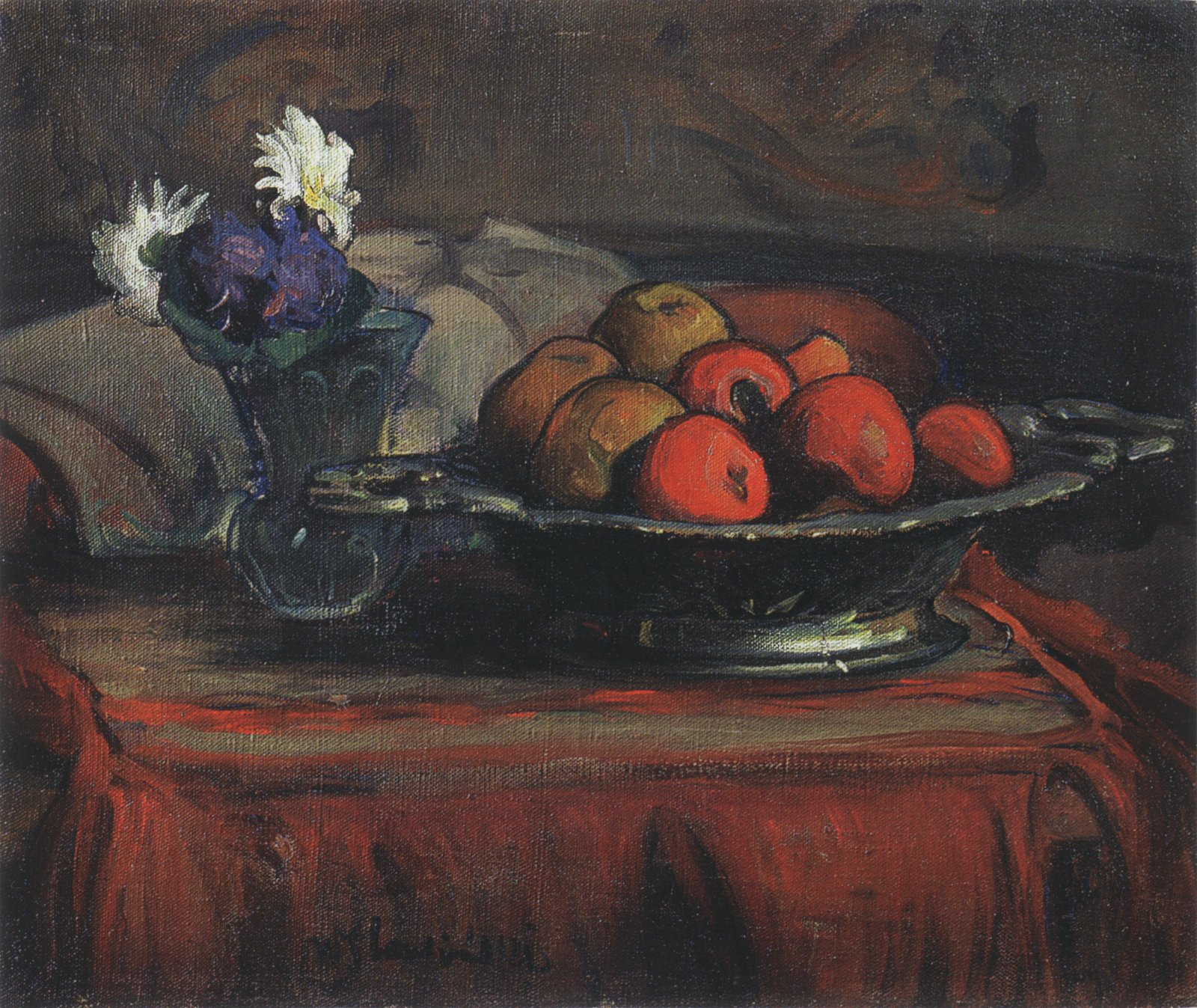
Владислав Слевинський. «Натюрморт з овочами на срібній мисці» (1907)
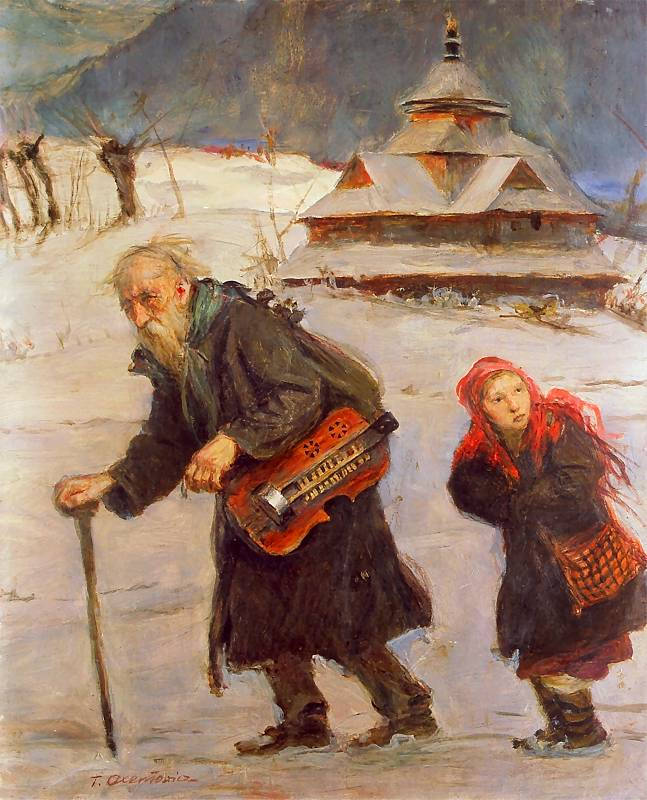
Теодор Аксентович. «Старий лірник з дівчинкою» (1900)
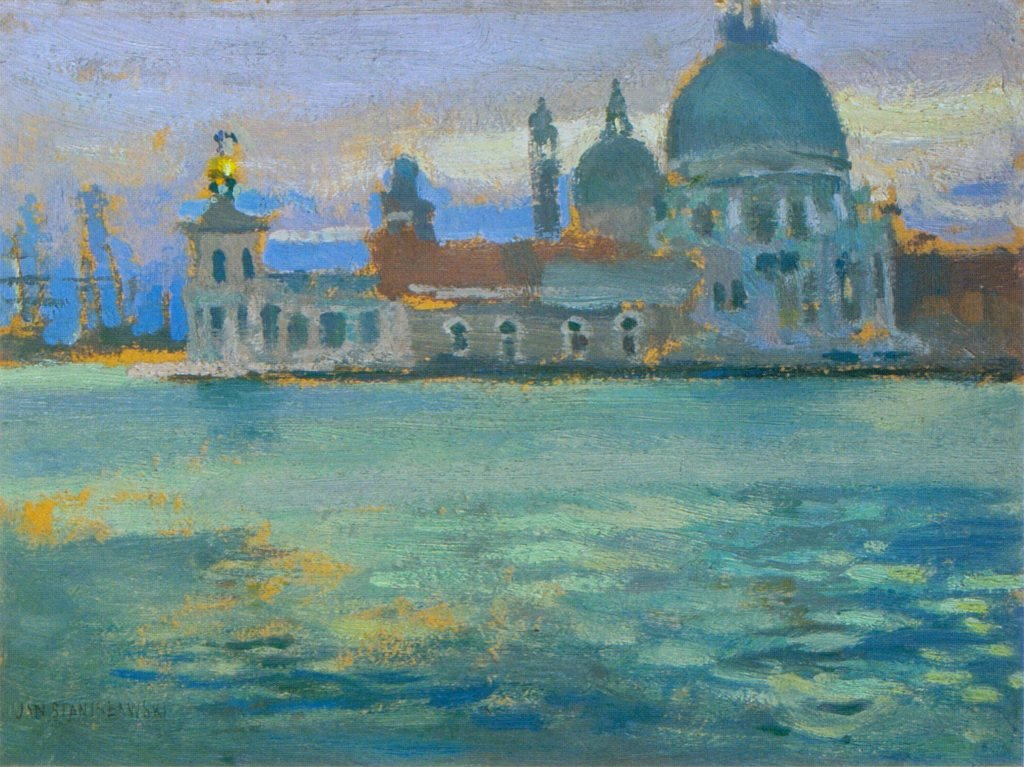
Ян Станіславський. «Санта Марія делла Салюте» (Венеція)
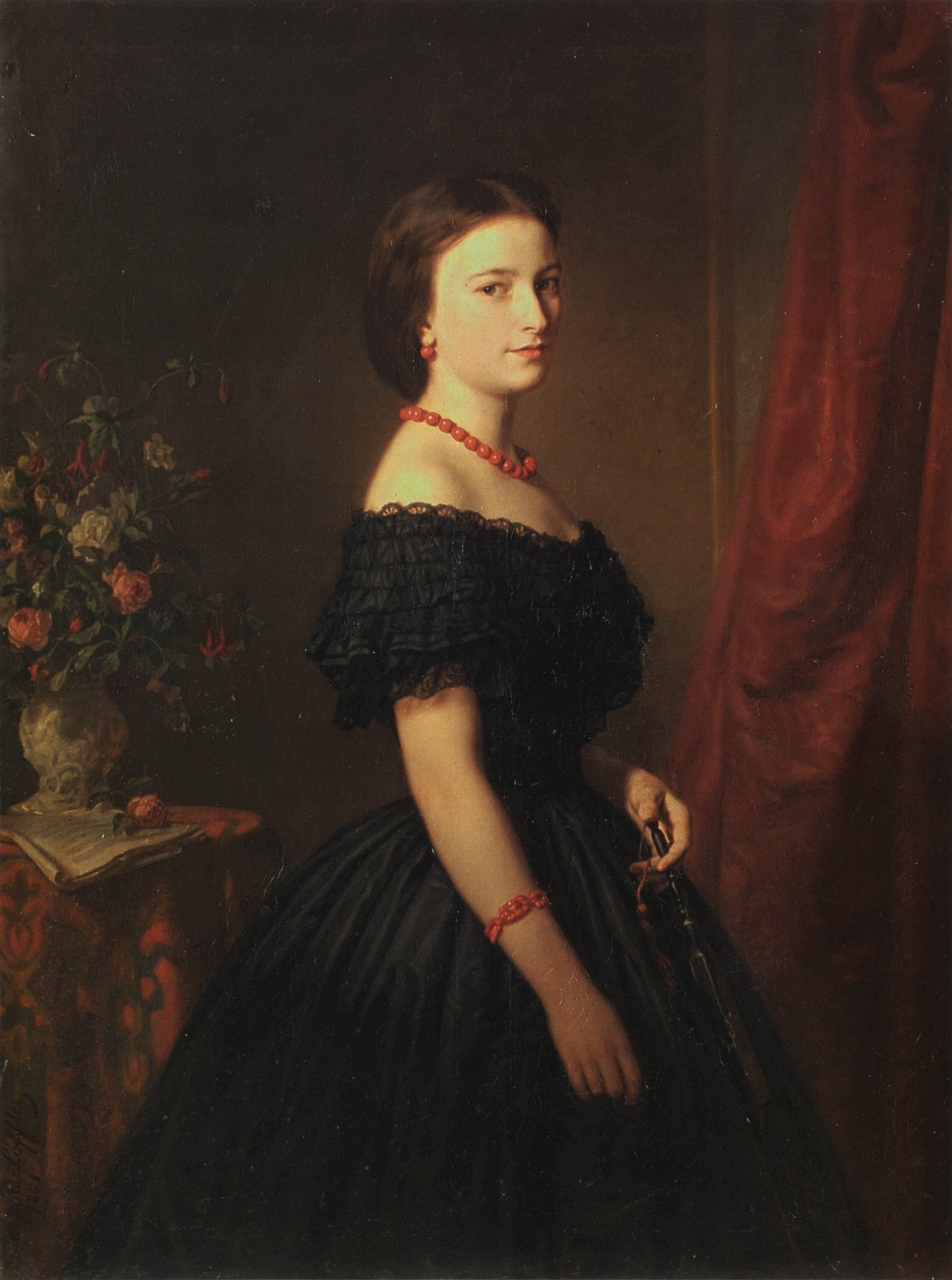
Леопольд Льофлер. «Марія Савічевська» (1861)
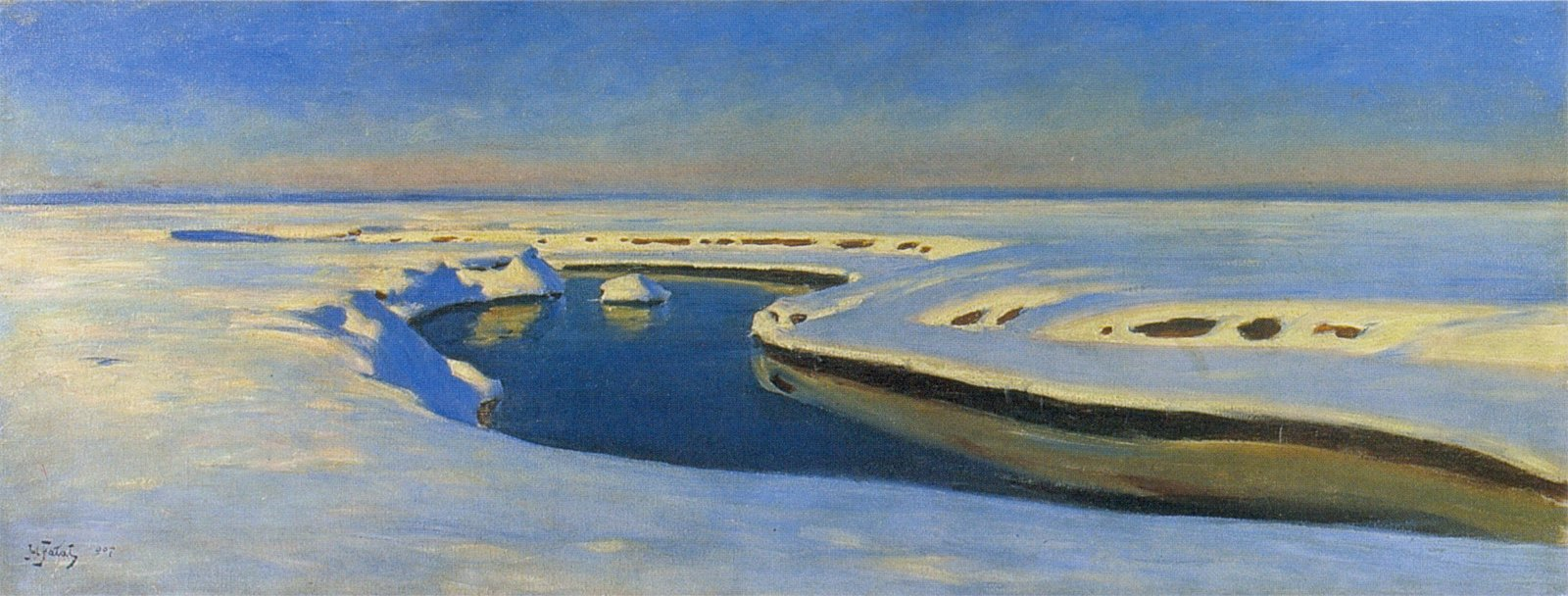
Юліан Фалат. «Сніги» (1907)
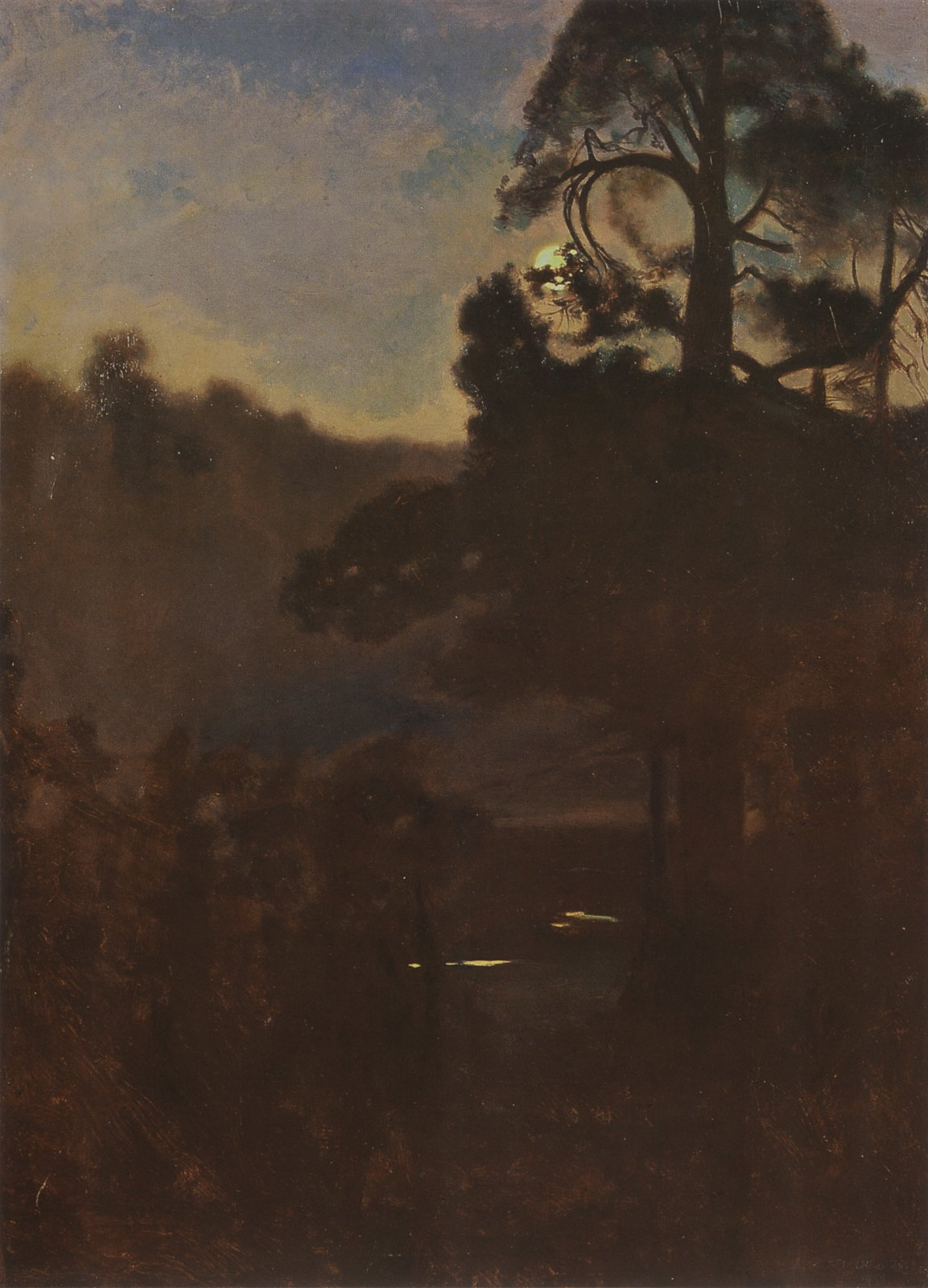
Йозеф Хелмонський. «Місячна ніч» (1906)
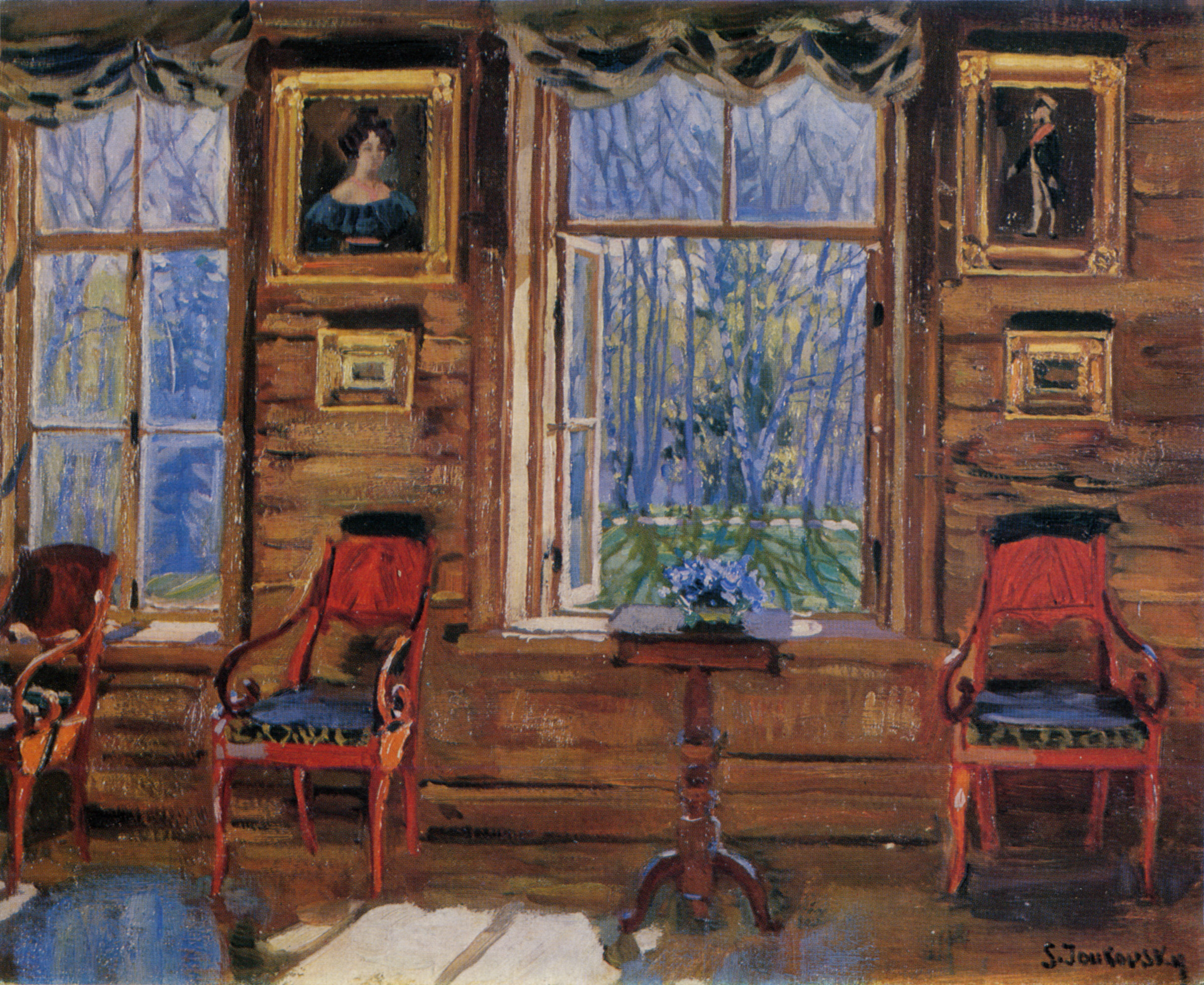
Жуковський Станіслав Юліанович. «Травнева радість» (1912)
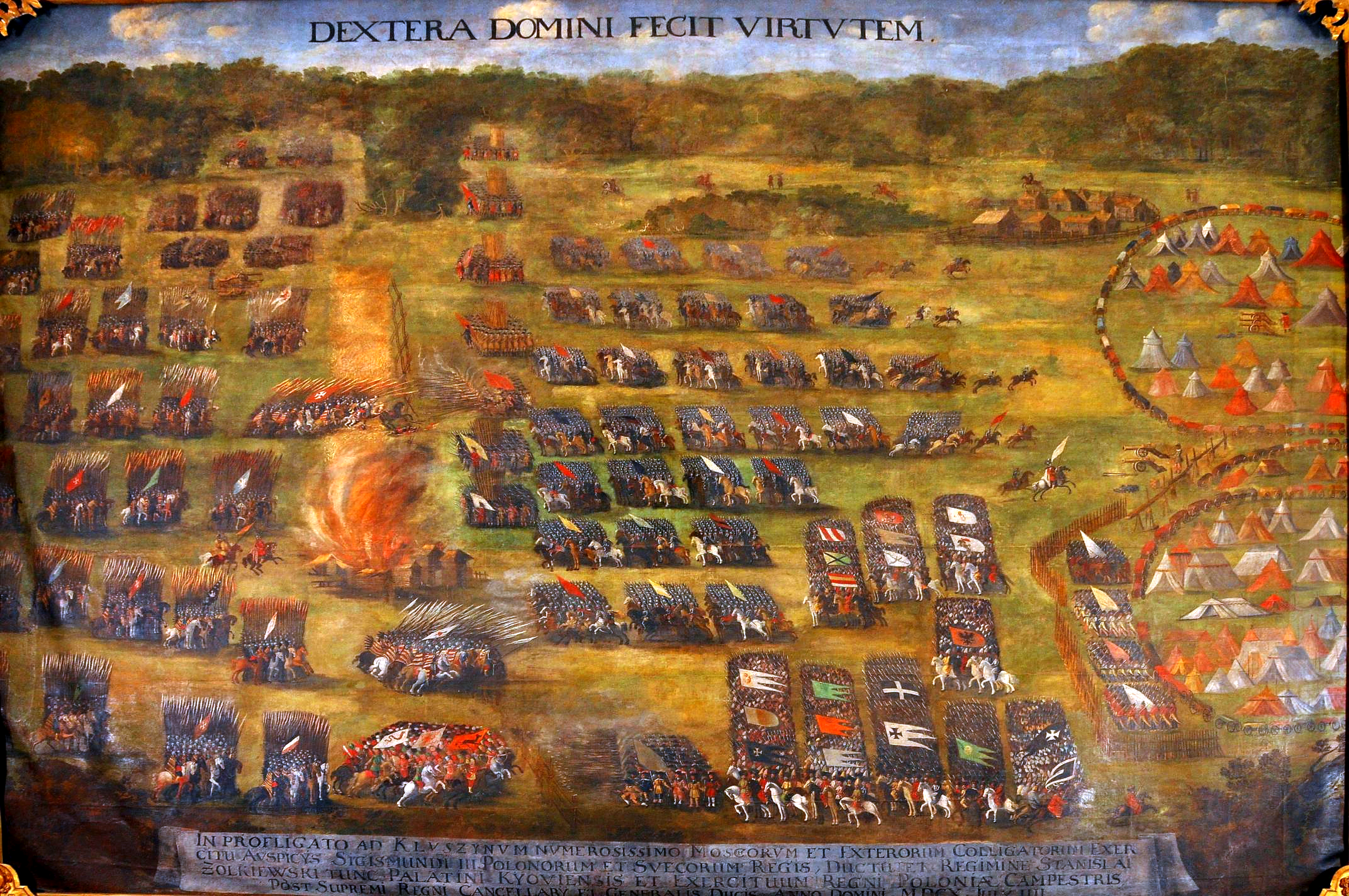
«Battle of Klushino», Симон Богушович
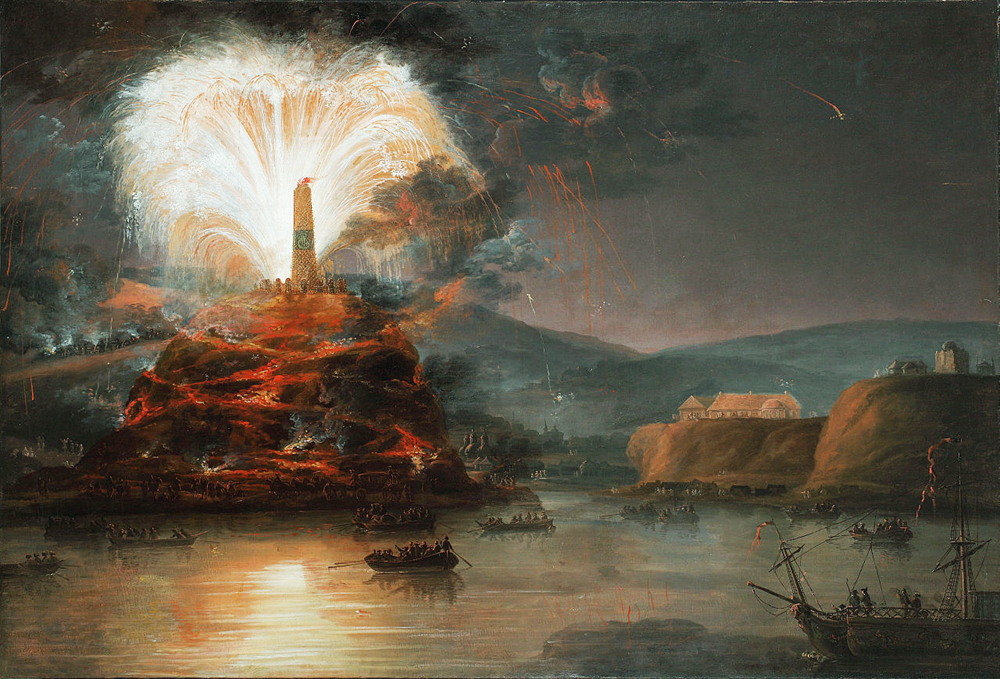
«Fireworks in honour of Catherine II», Ян Богуміл Плерш
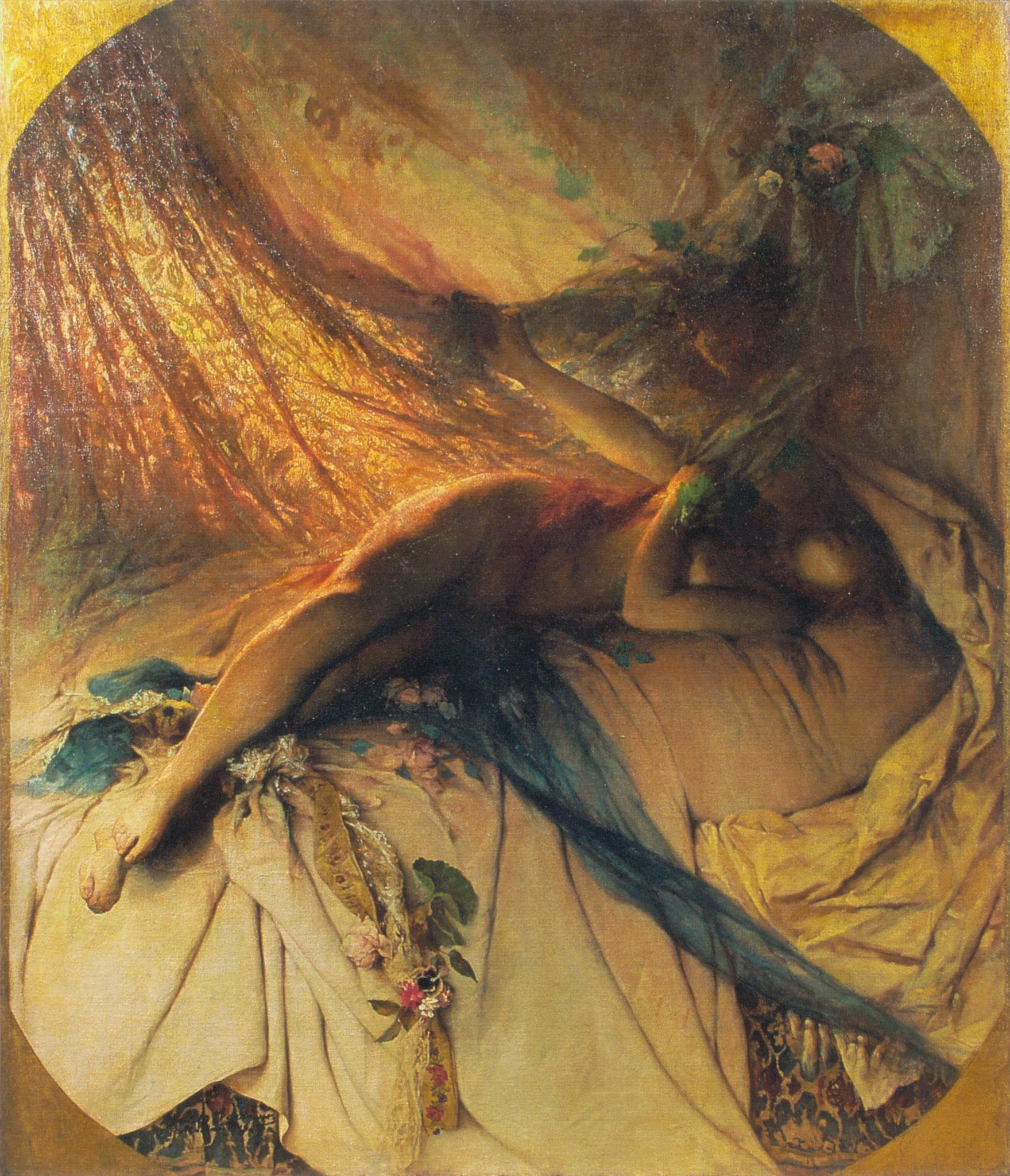
«Bacchante», Вітольд Прушковський
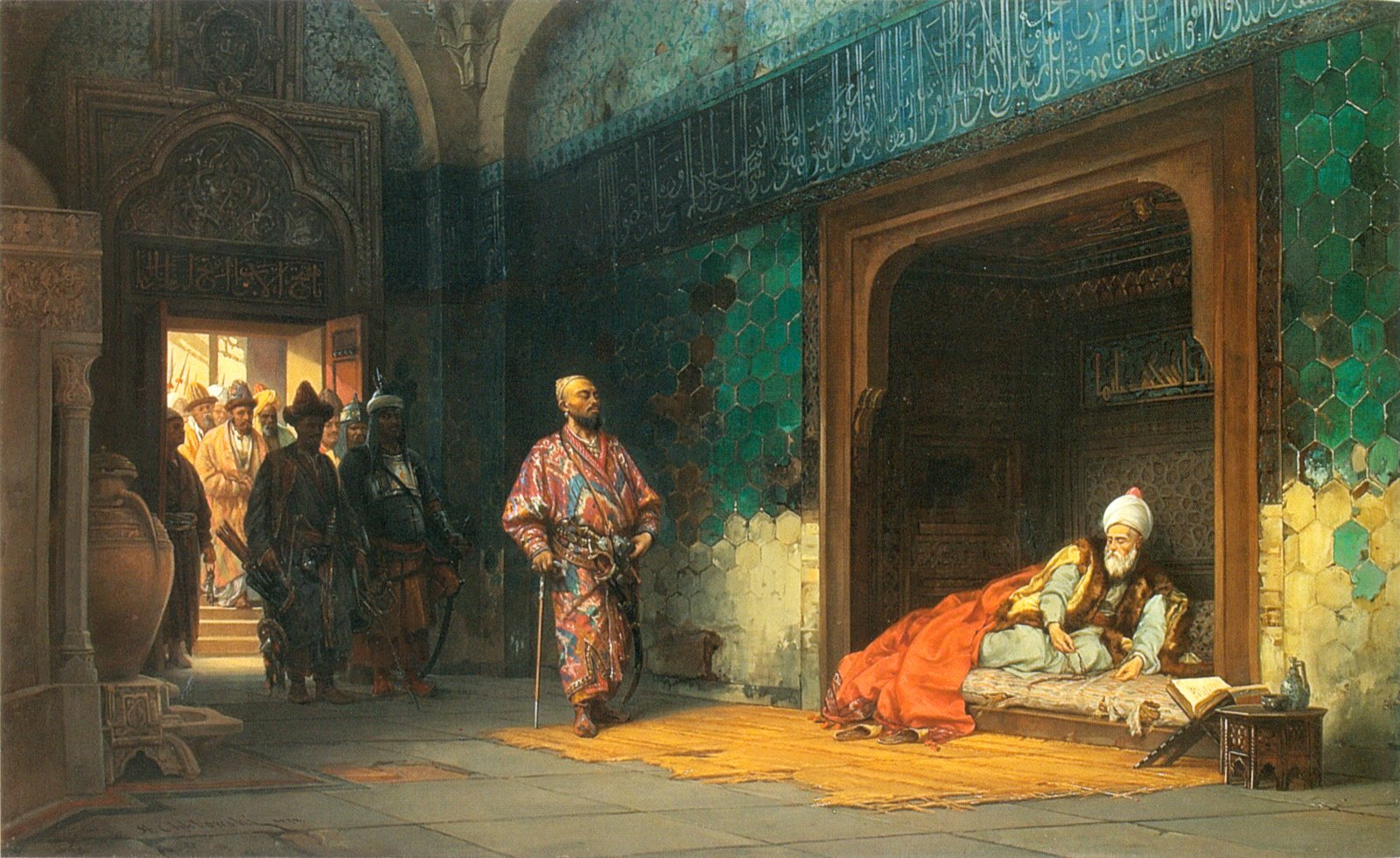
«Sultan Bayezid prisoned by Timur», Станіслав Хлєбовський
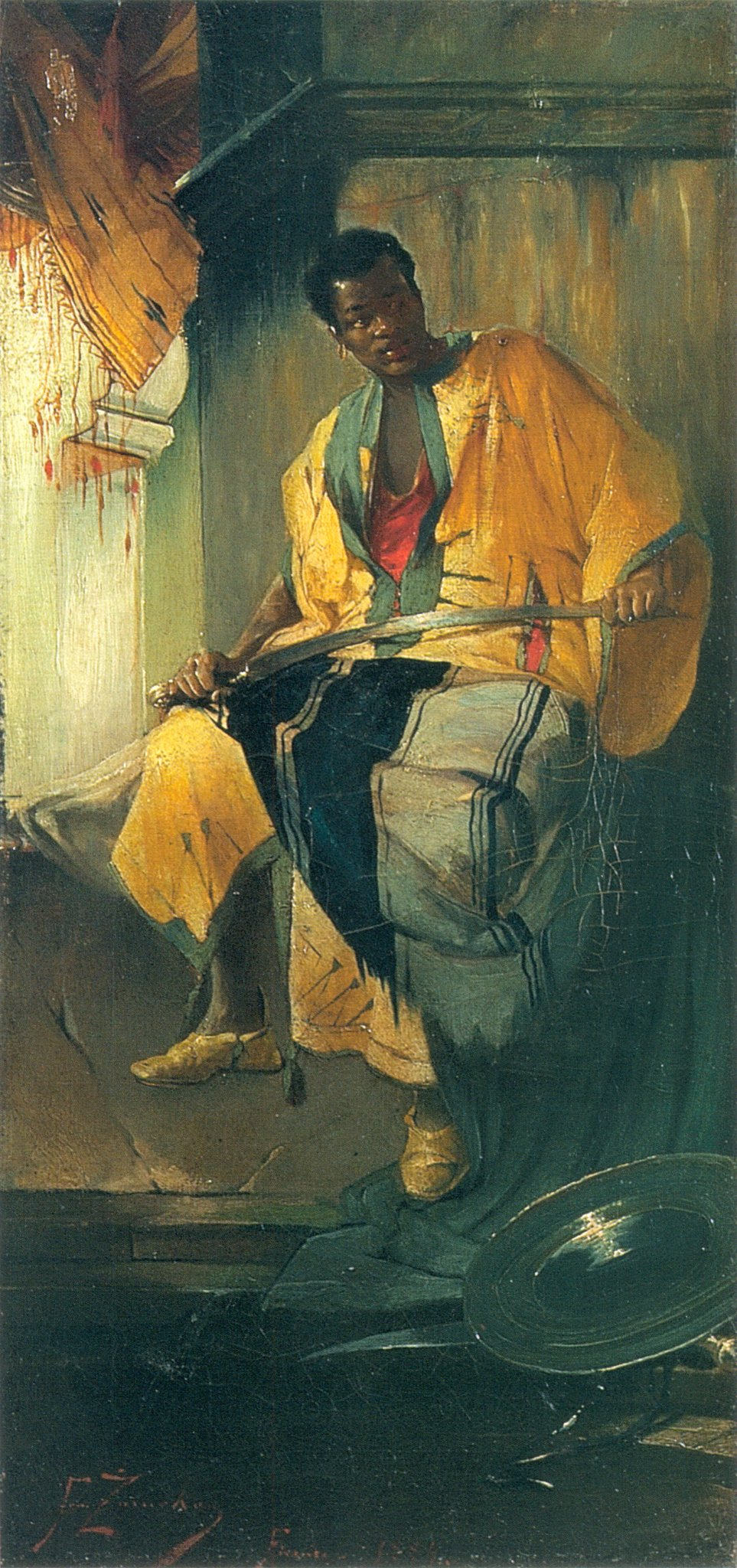
«Nubian man», Францишек Жмурко
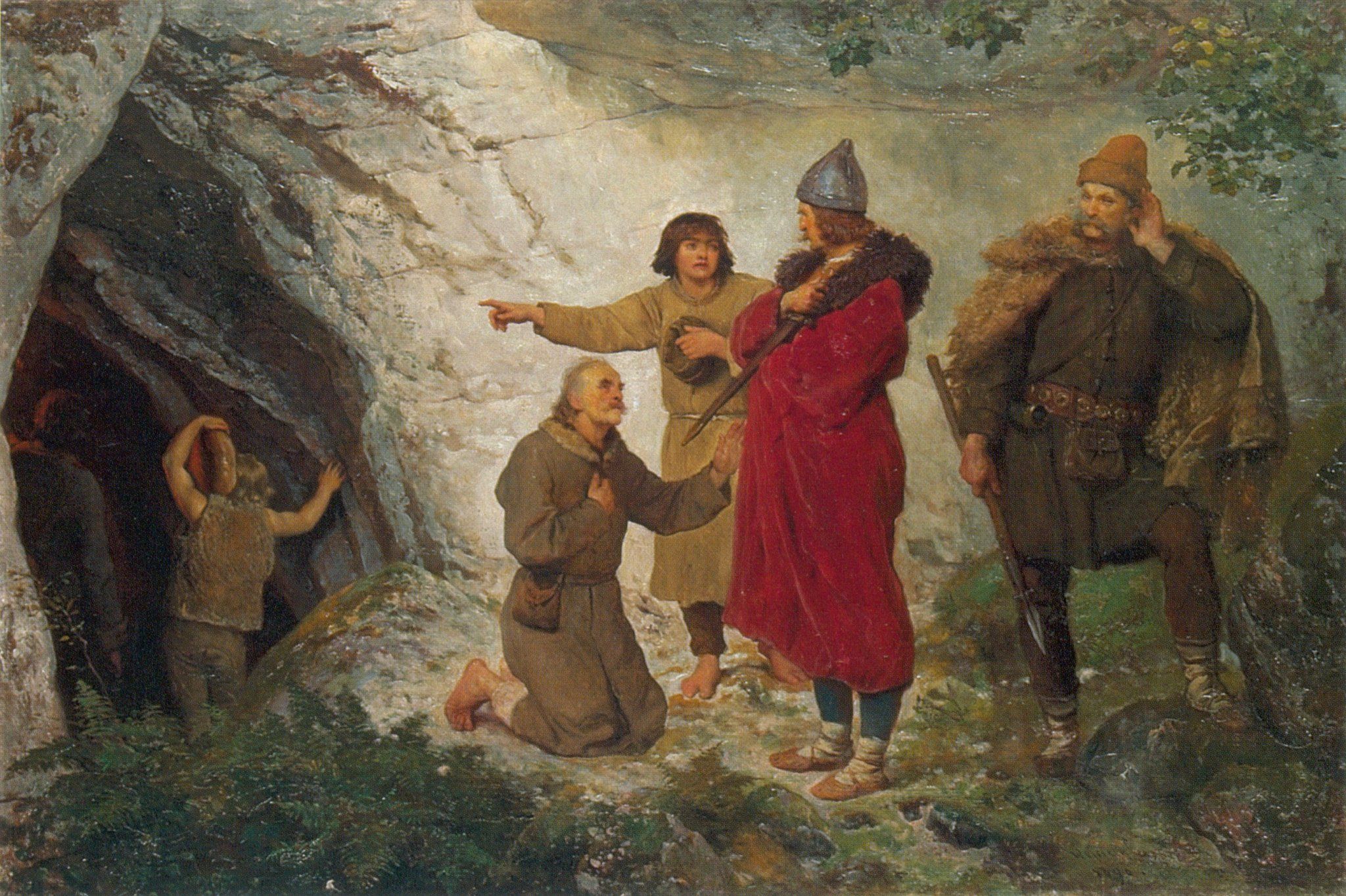
«Władysław the Elbow-high near Ojców», Войцех Ґерсон
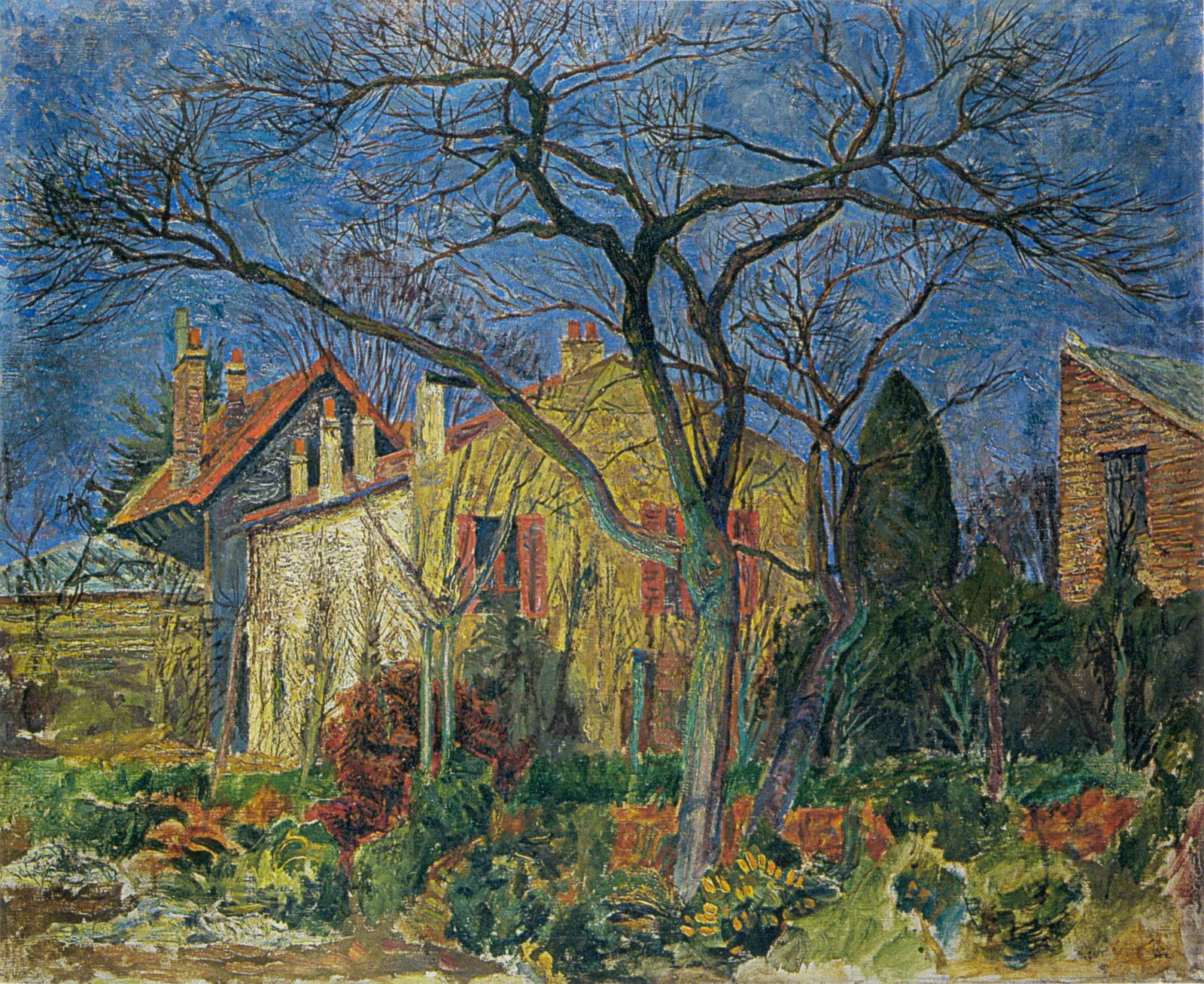
«Landscape from Meaux», Зигмунт Валішевський

### Твори мистецтва Угорщини та Чехії
Цей відділ невеликий, тому штучно об'єднаний у один. Мистецтво Угорщини представляють роботи Міхая Мункачі («Вчений», ймовірно паризького періоду творчості), Імре Ревеса («Перед вечорницями»), Сюле, Ольдяї, Муоссона, Грюневальда-Івані та інших.
Творів мистецтва Чехії небагато. Найвизначніші серед них — твори словака Яна Купецького доби бароко XVIII століття («Портрет саксонського курфюрста Августа Другого» та «Портрет придворної дами»).

### Твори мистецтва країн Далекого Сходу
Твори митців Китаю представляють сувої, невеличкі скульптури та уславлена порцеляна країни. Китайське панно XIX століття зроблене з 11 частин, наклеєних на папір. Сюжети панно — епізоди з життя восьми безсмертних даоських геніїв. Частина сувоїв виконана водяними фарбами, а частина в техніці вишивки на шовку, що не зовсім звично для митців Європи.
У галереї експонується фігурка Шоу-Сіна. Фігурка в збірці галереї вироблена з нефриту.
Мистецтво В'єтнаму представляє картина художника Ле Нгока «Танок з віялами» (1956) в техніці лакового живопису. Це важка та виснажлива техніка, бо лак довго висихає і лише в атмосфері підвищеної вологи.
Найбільший відбиток національних традицій та мистецьких пошуків мала гравюра Японії — Укійо-е. Сюжети гравюр — від сцен кохання і порнографії, яка не засуджувалася в Японії, до натюрмортів і пейзажів.
У львівській збірці представлені гравюри Кітаґава Утамаро («Вихід на полювання з соколом», «Жіночі голови»), Андо Хіросіге («Наплавний міст на човнах», «Гора Фудзі»), Кацусіка Хокусай («Міст» (1827)). Доповнюють мистецтво велетнів гравюри майстрів 19 століття — Тойокуні, Хоккеї, Ейсена та ін.

### Твори мистецтва Російської імперії
Свій відділ мистецтва Російської імперії має й збірка львівської галереї. Митці XVIII століття представлені портретами: Вишняков Іван Якович, «Портрет молодого дворянина»; Антропов Олексій Петрович, «Портрет імператриці Катерини II»; Аргунов І. П., «Жіночий портрет». Два твори визначають так звану россіку — роботи іноземців, що працювали в столицях країни. Це П'єтро Ротарі, італієць, представник стилю рококо («Імператор Павло І в дитинстві») та Вігіліус Еріксен з Данії (1722—1782).
Першу половину XIX століття можна вивчити за творами Тропініна В. А. («Портрет Гусятникова»), Венеціанова О. Г. («Портрет невідомого дворянина»), Федотова П. А., Плахова Л. К. Є декілька картин членів Товариства пересувних виставок — І. Крамського, В. Пєрова, М. Ге, В. Максимова. «Портрет невідомої жінки» належить пензлю Іллі Рєпіна, а пейзаж «Після бурі в Мері-Хові» І. І. Шишкіну. Зберігається тут і етюд Архипа Куїнджі до картини «Вечір в Україні» (1878). Творчість Ісаака Левітан представляє досить незвична робота — «Сутінки, замок». Поетичність притаманна картині Полєнова В. Д. «Осінь в садибі Абрамцево» (1892).
«Морська цариця Волхова» — майоліка Михайла Врубеля представляє скульптуру доби. Російських скульптур в галереї мало.
Інші ідейні позиції в мистецтві репрезентують твори Генріка Семирадського, представника пізнього академізму, що схилився до неглибокого салонного мистецтва. Воно експлуатувало античні і релігійні сюжети,еротику, алегорії, поверхнево торкаючись драматичних тем (Семирадський, «Христос і самаритянка») або милуючись персонажами Стародавньої Греції (Семирадський, «Біля джерела», «Гречанка»).
Нові обрії мистецтва та нові країни подає твір Верещагіна В. В. «Шпигун» після відвідин майстром Куби у 1901—1902 роках. Поодинокі роботи Костянтина Коровіна, Миколи Реріха, Грабаря І. — лише пунктир у мистецькій збірці, майстрів треба вивчати в інших галереях.

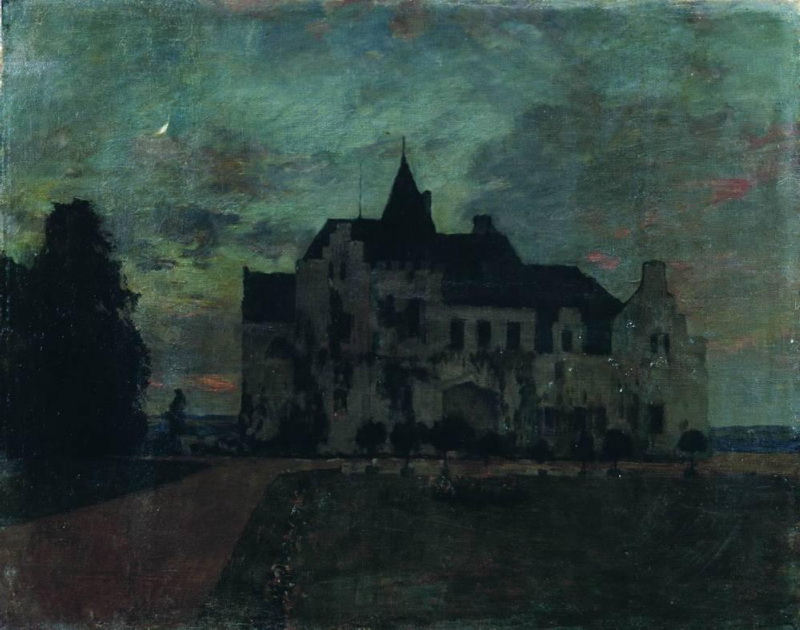
Ісаак Левітан «Сутінки. Замок» (1898)
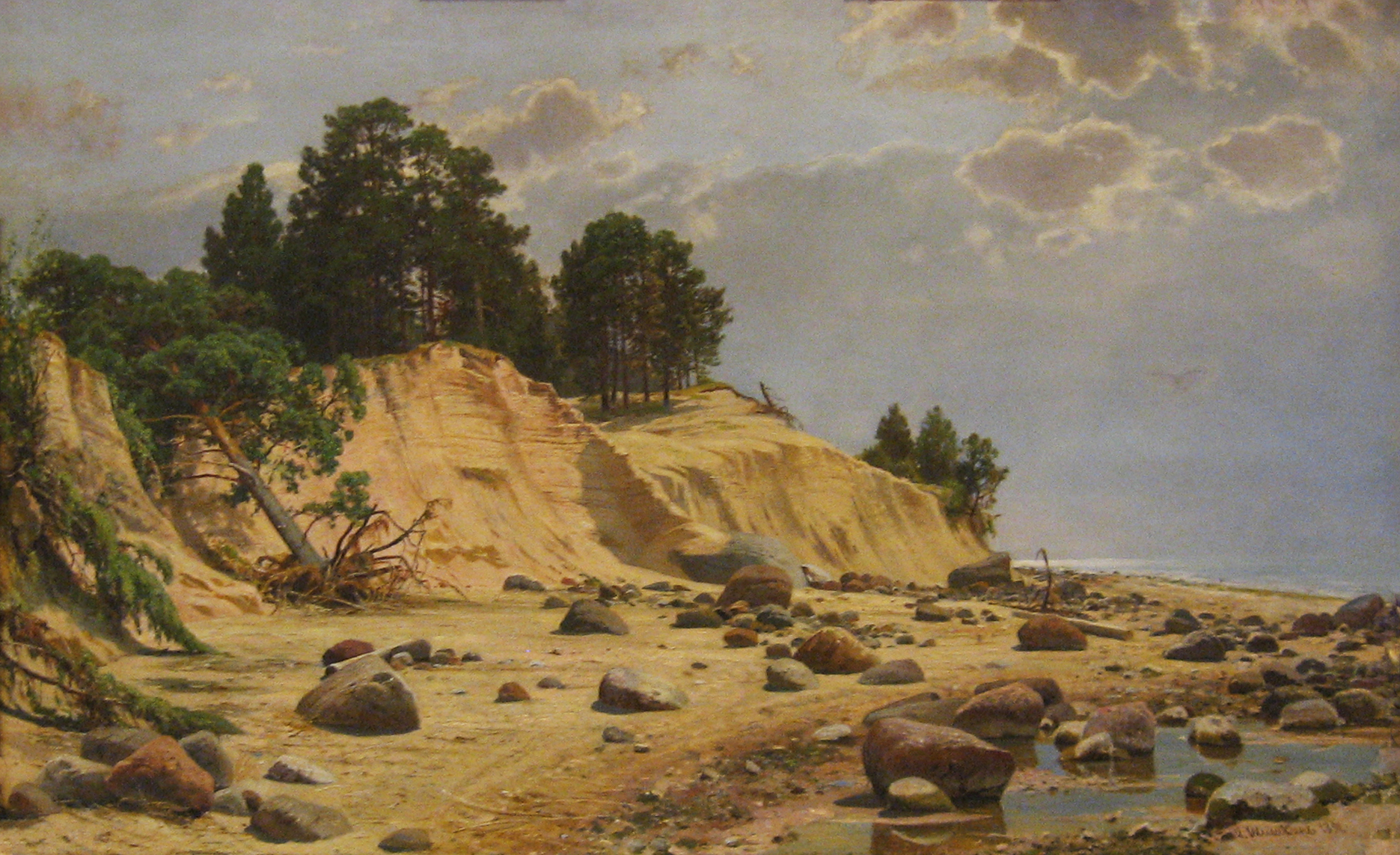
Іван Шишкін «Після бурі в Мері-Хові» (1891)
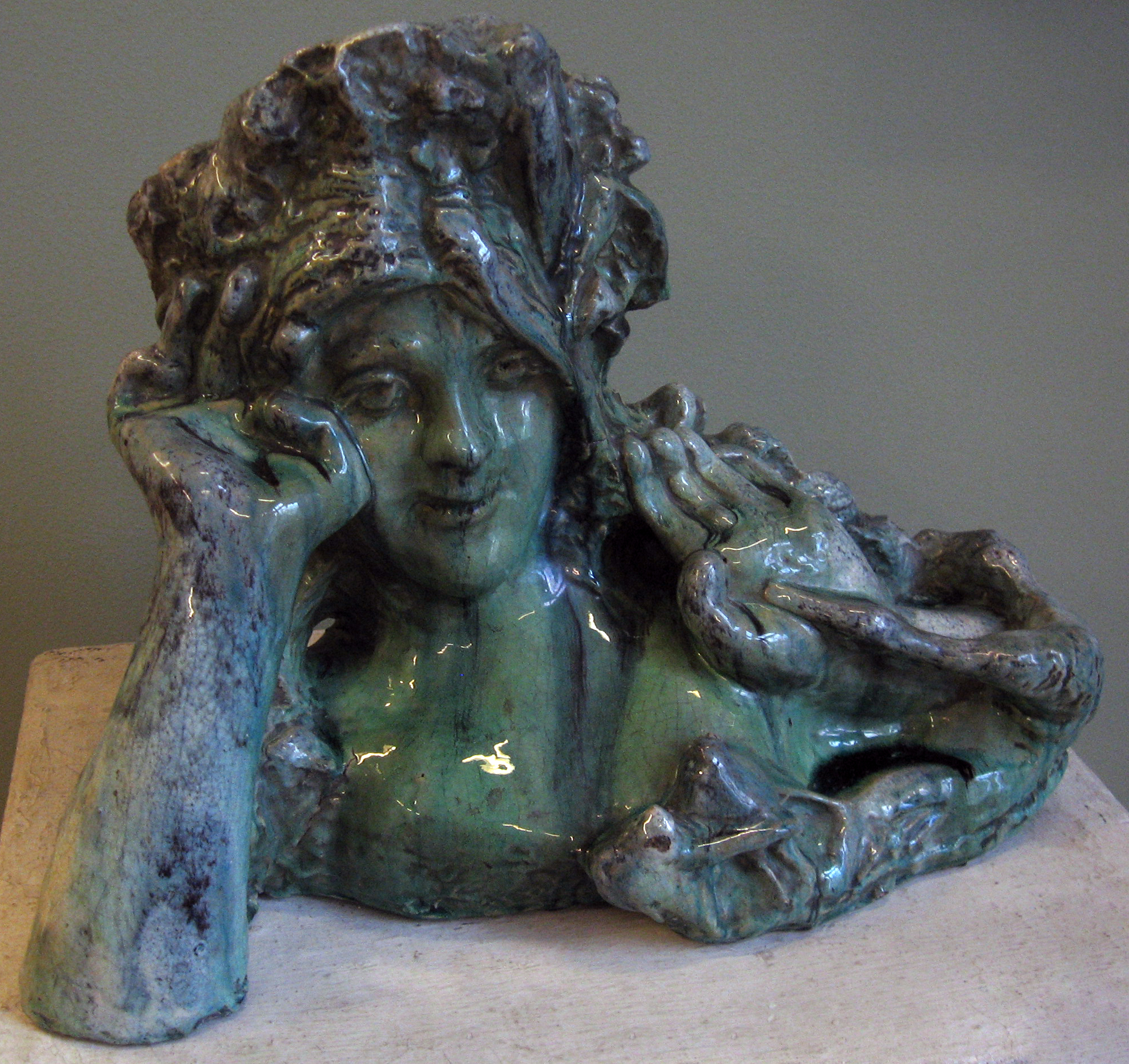
Михайло Врубель «Волхва (Морська цариця)» (1899—1900)
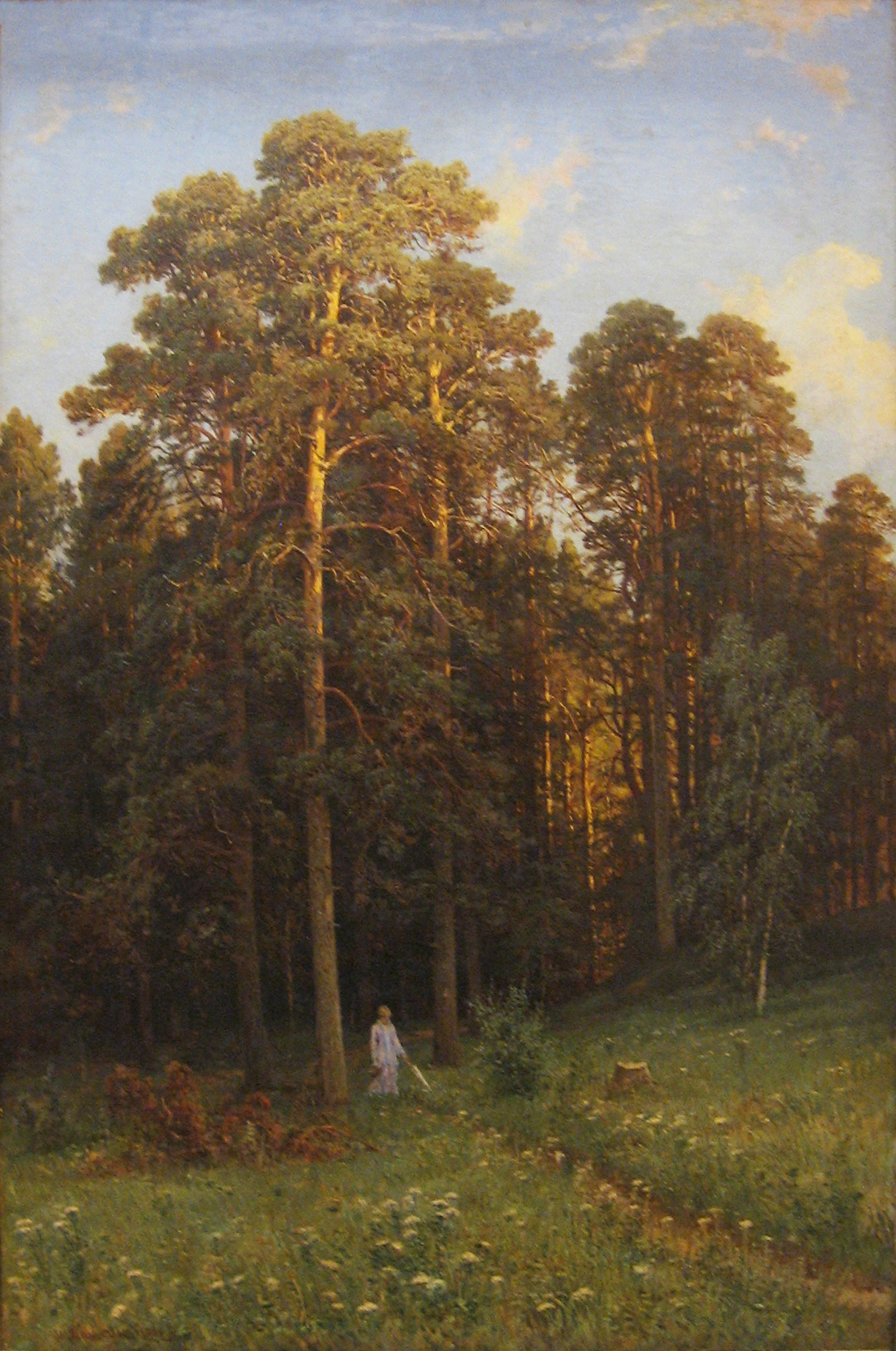
Іван Шишкін «Прогулянка в лісі» (1882)
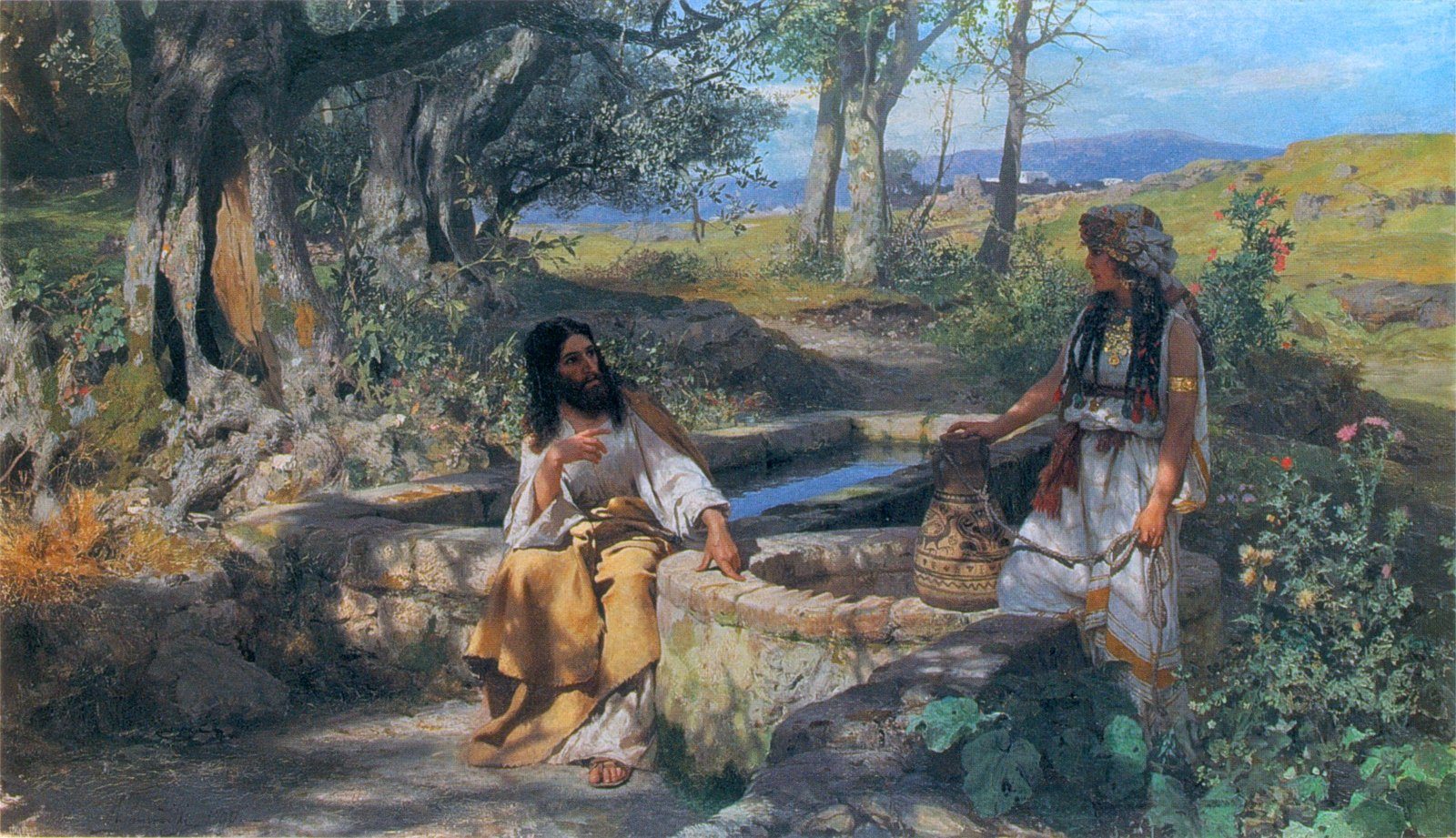
Генріх Семирадський «Христос і самаритянка»
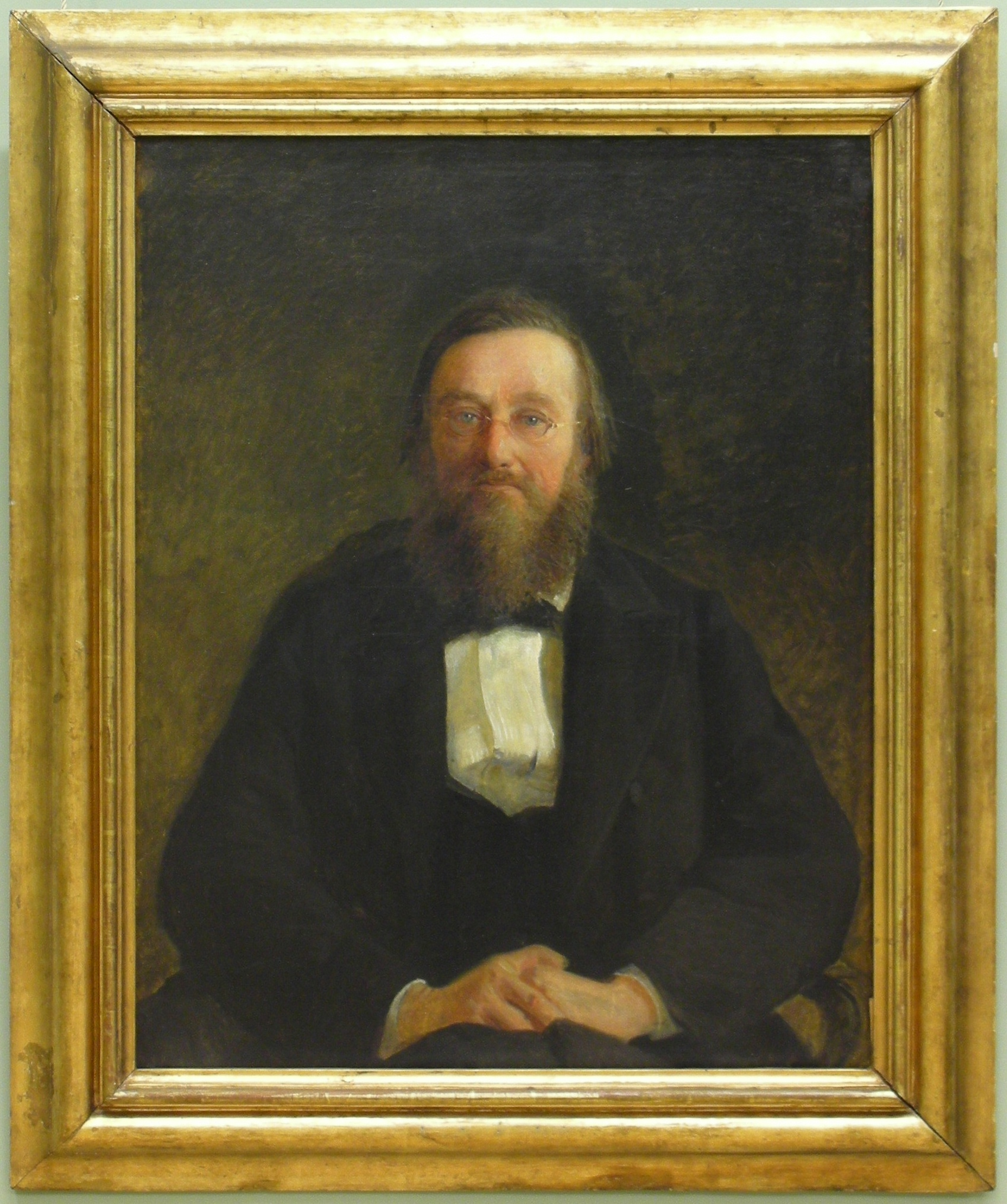
Микола Ґе «Портрет історика Костомарова» (1878)
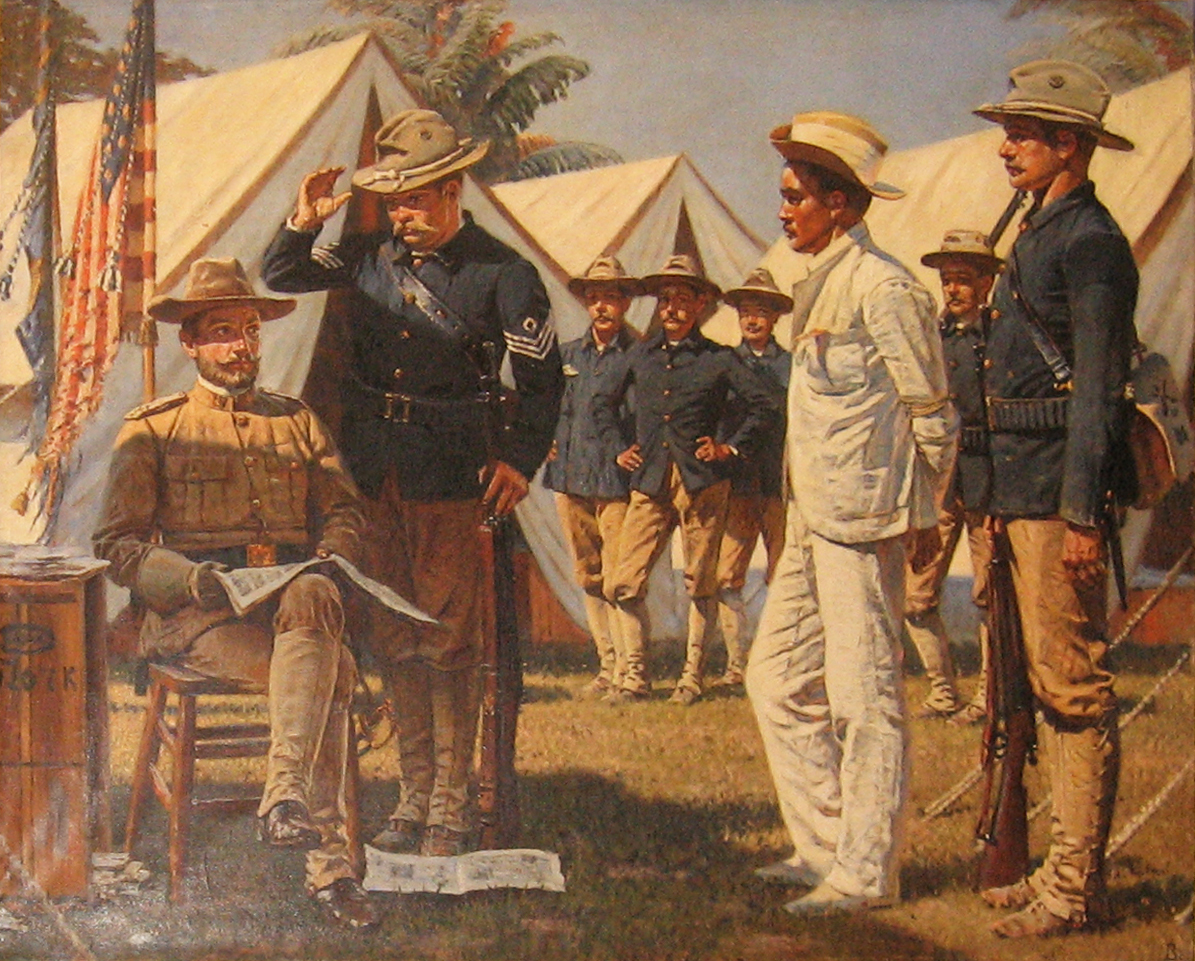
Василь Верещагін «Шпигун»

### Декоративно-ужиткове мистецтво

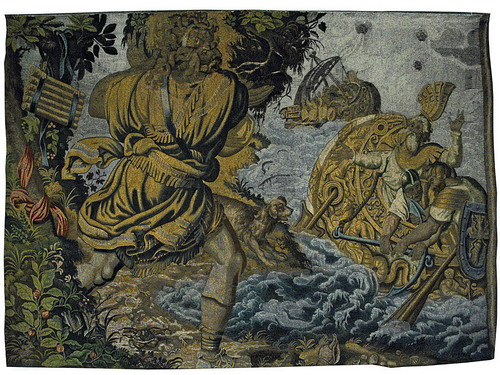
«Циклоп Поліфем кидає скелю в аргонавтів», гобелен XVII століття

Все, що оточує людину у побуті і не належить до картин та гравюр, можна віднести до ужиткового мистецтва. Ужиткове мистецтво народу і панів розійшлося давно. Народні вироби розглядає етнографія. Декоративно-ужиткове мистецтво панів — надбання музеїв та осель можновладців теперішніх.
Збірка Львівської галереї мистецтв має цікаву колекцію ужиткових витворів різних країн (Китаю, Фландрії, Польщі, Австрії, Франції). Особливе місце в ній займає порцеляна Китаю, батьківщини порцеляни взагалі.
В Україні ніхто спеціально не колекціонував гобелени. Тому ніде не можна побачити низку цих творів від середньовічних мільфльорів Франції до гобеленів доби класицизму XVIII століття. До речей рідкісних і надзвичайно цікавих належать два гобелени Львівської галереї мистецтв. Один з гобеленів — твір мануфактури з Фландрії на релігійний сюжет («Навернення Савла у апостола Павла» початку XVII століття). Добу короля франції Луї XIV представляє стіл XVII століття.
Другий тканий килим — це витвір наступного, вісімнадцятого, століття «Путті, що танцюють» на світський сюжет. Мистецькі твори XVIII століття підтримує і гарнітур білих меблів у стилі рококо, а також рідкісний зразок музичних інструментів того часу спінет, що передував фортепіано.
У філіях галереї розміщено церковні та світські меблі, зразки камінів, надгробки, зразки тканин та килимів, вироби з кришталю. Так, в Олеському замку представлені ще два гобелени 16 століття майстерень міста Брюссель на теми «Одісеї» Гомера.

### Італійське мистецтво у Галереї у XXI столітті. Нові надходження
Мистецтво італійських художників широко цінувалось протягом багатьох віків, така сама ситуація спостерігається і у XXI столітті. На території України осередок італійського сучасного художнього мистецтва знаходиться у Львівській національній галереї імені Бориса Возницького. У 2012 році саме у цю галерею, у межах проєкту «Дні Італії в Україні», організованого Торгово-промисловою палатою Італії в Україні, були передані картини італійських митців, котрі створили свої роботи у другій половині XX століття. Виставка отримала назву «Кольорові послання з Італії». Полотна були передані у галерею за умови створення постійно діючої експозиції. Отже, з сучасним італійським мистецтвом може ознайомитись кожен охочий відвідувач галереї. Серед учасників виставки «Кольорові послання з Італії» значиться п'ятнадцять художників Італії, котрі віддали свої роботи для експозиції абсолютно безкоштовно, хоча їхні роботи мають велику вартість. Загалом, до львівської галереї було передано близько 30 художніх робіт. Художник Андреа Болтро передав роботи «За винятком, коли» і «Горизонт», Роберто Бергондзо — «Золоті секції», «Інь і Ян», Анжело Ді Томмазо — «Подарунок Канові» та «Біла Троянда», Марія Джоя Даль'альйо — «Позичена ваза», Марія Крістіна Конті — «Новий початок» та «Нескінченність». Для постійно діючої експозиції італійського мистецтва також були представлені роботи Родольфо Тонін «Чистий спокій» та «Передмістя», Антоніо Згарбосса «Під час репетиції», «Що ти хочеш мені сказати», Сільвано Д'Орсі «Сім'я» та «Відпочинок», Чіро Палумбо «Залишення мрії» та «Мрія», Роберто Феррарі «Квіткова майстерня» та «Три квітки». Федеріко Ерранте для галереї передав свою роботу, котра має назву «Віолончель», також була представлена ще одна робота, котра не має назви. Вітторіо Варре представив дві роботи — «Думка» та «Ефірні простори», Стефано Пулео — «Літній день», «Відпочинок рибалки» і Мауріціо Стелла «Мотиви для зоо» і «Запаморочення».

## Музейні підрозділи Львівської національної галереї мистецтв імені Б.Г.Возницького
- Палац Потоцьких
- Олеський замок
- Підгорецький замок
- Золочівський замок
- Жовківський замок
- Музей Пінзеля

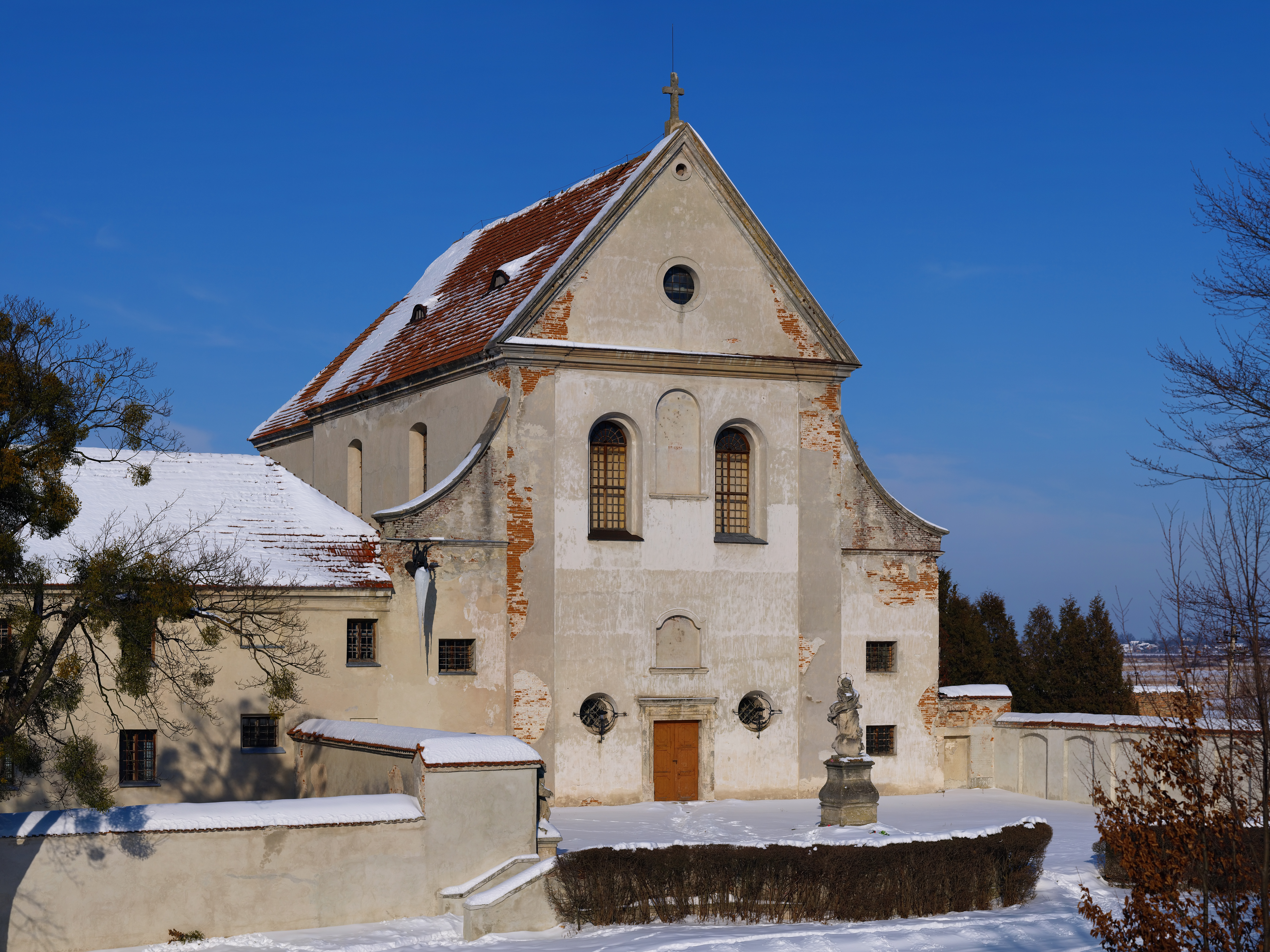
Колишній костел монастиря капуцинів, Олесько. Фото 2010

- Музей мистецтва давньої української книги
- Музей найдавніших пам'яток Львова
- Каплиця Боїмів
- Храм святого Івана Хрестителя (Львів)
- Музей Теодозії Бриж
- Музей Русалки Дністрової
- Музей оборонної архітектури «П'ятничанська вежа»
- Музей Маркіяна Шашкевича (Підлисся)
- Музей модерної скульптури Михайла Дзиндри, Брюховичі
- Музей-заповідник гетьмана України Івана Виговського
- Парк замків та оборонних споруд давньої України